# Ivan Platonovič Kaljaev
(Albert Camus, L'uomo in rivolta, Milano, 2014, p. 192)
Ivan Platonovič Kaljaev, in russo  Иван Платонович Каляев? (Varsavia, 6 luglio 1877 – Šlissel'burg, 23 maggio 1905), è stato un rivoluzionario e giornalista russo.
Membro dell'Organizzazione di combattimento del Partito socialista-rivoluzionario, uccise il 17 febbraio 1905, con una bomba lanciata nella sua carrozza, il granduca Sergej Aleksandrovič Romanov. L'azione, in assoluto la più eclatante messa a segno dal gruppo perché diretta contro un esponente d'alto profilo della famiglia reale, fu preceduta due giorni prima da un tentativo mancato, avendo Kaljaev, dopo aver constatato che il Granduca era accompagnato dalla moglie e dai nipoti, rinunciato a colpire. La decisione contribuirà a fare del Poeta, come Kaljaev era soprannominato dai compagni per la sua inclinazione a comporre versi, l'emblema del rivoluzionario morale, e a catalizzare sulla sua complessa figura l'interesse degli ambienti culturali, non soltanto russi.

## Biografia

### La formazione
Ivan Kaljaev ebbe i natali a Varsavia il 6 luglio 1877, in una famiglia che lo mise a confronto con due mondi contrapposti e dai quali egli attinse in egual misura. Il padre, Platon A. Kaljaev, nacque servo della gleba nella provincia di Rjazan', poi fu sottufficiale nel reggimento di Kiev e, infine, poliziotto di quartiere a Varsavia. Da lui, Ivan, ereditò un forte risentimento per l'abolizione della servitù, così come era stata attuata da Alessandro II, la grande resistenza fisica, nonostante l'esile costituzione, l'eccezionale probità. La madre, Sofija Fominična Pëtrovskaja, era invece un'esponente della nobiltà polacca decaduta, e al figlio trasmise i tratti somatici, un carattere emotivo, la sensibilità artistica, «la purezza e un dolce amore per il popolo». La coppia, che visse in ristrettezze economiche, ebbe oltre a Ivan, altri sei figli, tre maschi e tre femmine, i cui nomi sono: Anton, Vasilij, Iosif, Anna, Marija e Sof'ja.

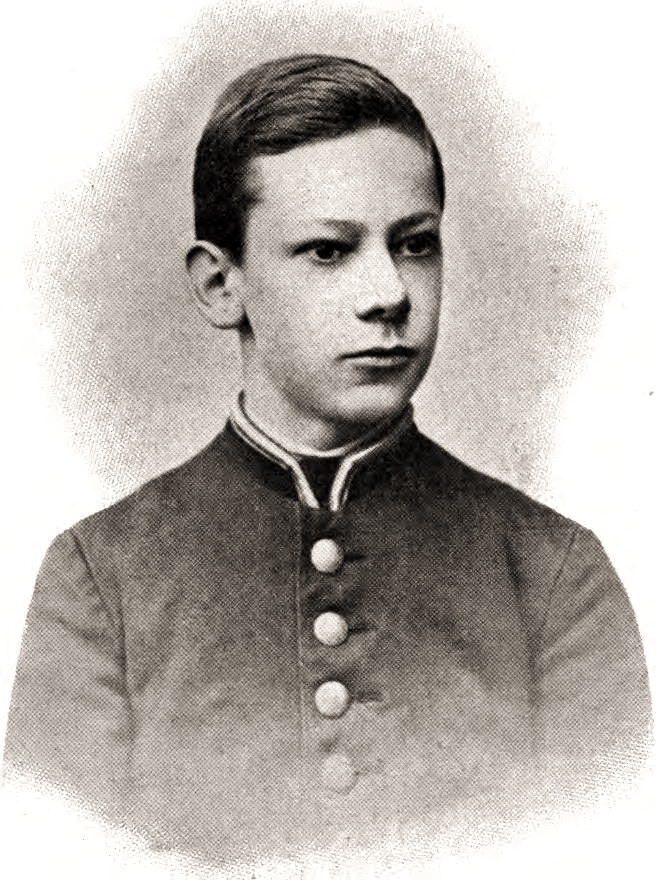
Ivan Kaljaev nel 1895

Il padre, che pare sia morto in seguito alle ferite riportate in servizio, volle dare a Ivan un'istruzione superiore e nel 1888 lo iscrisse al Primo ginnasio di Varsavia Apuchtinskij, di lingua russa e ultrareazionario, con un'impostazione pedagogica fortemente incentrata sulla religione. Iniziò a comporre le prime poesie già allora, e le pubblicò sul Listka gimnazista (Il Foglio del ginnasio), il clandestino e manoscritto giornale scolastico. Ivan era affascinato da Belinskij; conosceva a memoria opere di Puškin, Fet-Šenšin, Mickiewicz; traduceva Orazio, Ovidio, Lucrezio e Sofocle; studiava con piacere la storia russa e quella polacca. Stando a quanto raccontato da Boris Savinkov, che lo conobbe al ginnasio, Kaljaev si diplomò con diversi tre e quattro, e un solo cinque nella «Zakonu Bož'emu» (la Legge di Dio), ossia la dottrina religiosa.
Negli anni del liceo, sollecitato dal fratello maggiore Anton, operaio tornitore, Ivan aveva frequentato i circoli operai e letto le pubblicazioni del Partito socialista polacco, fondato nel 1892, ma in lui predominava ancora la passione per la poesia. Infatti nel 1897, iscrivendosi all'Università Imperiale di Mosca, scelse la facoltà di Filologia e retorica. Sprovvisto di risorse economiche, visse nel dormitorio gratuito assegnato agli allievi della Scuola di pittura e di scultura, in assenza di appositi ostelli presso l'Università dove gli studenti fuori sede potessero alloggiare. Si mantenne lavorando per il «Russkij listok» (Il Foglio russo).
Nell'autunno del 1898 si trasferì a San Pietroburgo e s'iscrisse alla facoltà di Giurisprudenza dell'università, ma seguì solo le lezioni di sociologia, statistica ed economia politica. A febbraio del 1899 scoppiarono le proteste degli studenti, e in esse Kaljaev svolse un ruolo decisivo verso la metà di aprile, quando, dopo aver scritto e stampato proclami, fatto l'agitatore, pronunciato discorsi, entrò nel terzo comitato organizzativo. Fin dai primi giorni dei disordini, gli studenti si erano dati un organo decisionale interno per gestire i disordini. Si giunse alla creazione di un terzo comitato perché i membri dei primi due erano stati arrestati, e così avvenne anche per quelli del terzo. Alla fine, circa un terzo del corpo studentesco subì il carcere e l'esilio. Quanto a Kaljaev, fu condannato a tre mesi di prigione e a due anni di confino, sotto la vigilanza della polizia, a Dnipropetrovs'k (all'epoca: Ekaterinoslav').

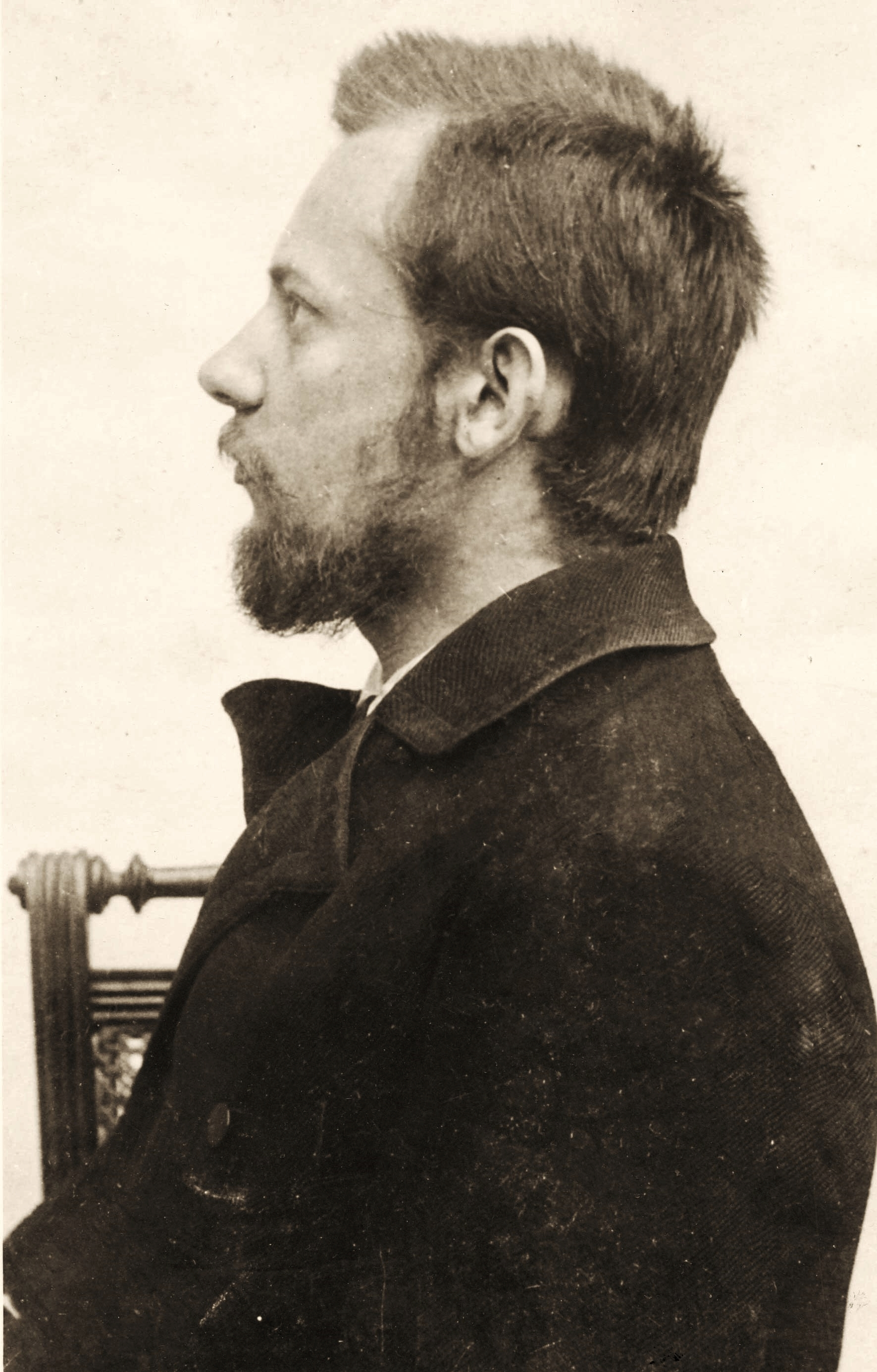
Kaljaev in una foto del 1902 scattata probabilmente dalle autorità prussiane

Ivan scrisse per il «Kur'er» (il Corriere) ed entrò nel locale comitato del Partito Operaio Socialdemocratico Russo. Anche se la sua militanza non fu particolarmente attiva, redasse i proclami che invitavano i lavoratori a partecipare alle manifestazioni indette per il 15 e 16 dicembre 1901. 
L'iniziativa, partita dal comitato centrale del POSDR e dai comitati studenteschi delle scuole superiori, vide la partecipazione di alcune migliaia di persone e fu una delle prime dimostrazioni politiche dei lavoratori russi, che innalzarono le bandiere rosse al grido di: «Abbasso l'autocrazia! Viva la Repubblica! Viva la libertà!». L'intervento della polizia provocò il ferimento di diversi contestatori e l'arresto di una cinquantina.
Avendo ancora in animo di riprendere gli studi, Kaljaev, quando allo scadere del confino, il 2 febbraio 1902, tornò dalla famiglia a Varsavia, presentò domanda di riammissione all'università, ma gli fu respinta. Lasciò quindi l'impero russo e si stabilì a Leopoli. Di nuovo all'università, con l'idea di continuare la propria istruzione a Berlino, ascoltò le lezioni di storia e filosofia e, naturalmente, lavorò per vivere. Fece traduzioni dal russo in polacco e viceversa, scrisse lettere a pagamento, diede ripetizioni. A giugno, però, ricevette l'incarico di portare a Berlino del materiale propagandistico, opuscoli e diversi numeri dell'«Iskra», e lungo la strada, al confine con la città di Mysłowice, fu arrestato dalle guardie di frontiera prussiane, nel corso di un casuale perquisizione e, dopo tre settimane di fermo, consegnato alle autorità russe.
Prigioniero nella Cittadella di Varsavia, si allontanò dalla socialdemocrazia e si avvicinò al populismo rivoluzionario della Narodnaja volja, conosciuto attraverso la biografia di Željabov e del suo connazionale Grinevickij, e lo abbracciò «con tutta la fede e con tutta la passione» del suo animo romantico. Rilasciato, fu inviato in esilio a Jaroslavl' nel gennaio 1903, dove ebbe la residenza fino a settembre, ma per lavorare andava nella vicina Vologda a fare il correttore di bozze per il «Severnyj Kraj» (la Terra del Nord), quotidiano presso cui scriveva il vecchio amico Savinkov, anch'egli in esilio.
Il 3 ottobre, il capo della polizia di Varsavia consegnò il passaporto a Kaljaev, che partì alla volta di Ginevra, dopo l'ennesimo, infruttuoso tentativo di riprendere gli studi fatto a Leopoli. A negargli il reintegro nell'organico studentesco furono alla fine sia l'impero russo che quello austro-ungarico.

### Nell'«Organizzazione di combattimento del Partito socialista-rivoluzionario»
(Viktor M. Černov, Prima della tempesta, cap. 11)

#### L'omicidio di Pleve

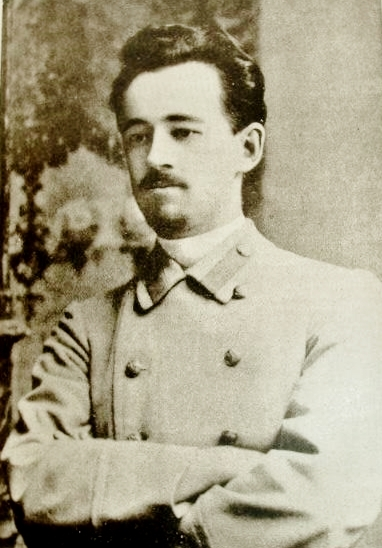
Egor Sozonov

È probabilmente nell'autunno del 1903 che Kaljaev, quando ogni speranza di riannodare i fili della propria istruzione fu delusa, si risolse in via definitiva ad abbracciare la causa rivoluzionaria nel partito erede della Narodnaja volja. Riconosciuta la necessità di abbattere l'autocrazia, divenne terrorista perché ritenne la propaganda col fatto, un potente fattore di accelerazione storica in un momento di grande insofferenza popolare al regime.
Da Leopoli, Kaljaev, fu inviato a Berlino dove rivide Savinkov e conobbe Azef. I due non si piacquero, ma la richiesta avanzata da Ivan di aderire all'Organizzazione di combattimento fu ugualmente accolta. In quel frangente, era già stata concertata l'eliminazione del ministro per gli Affari interni, Pleve, e a Kaljaev fu detto che per il momento, non essendo necessaria la sua presenza, doveva andare a Ginevra in attesa di ordini. Fu nondimeno convocato in tempi brevi. Savinkov, che a San Pietroburgo si era trovato a corto di uomini da utilizzare nel monitoraggio degli spostamenti del ministro, venne a Ginevra e ottenne da Michail Goc (1866-1906), il leader ideologico del BO, l'autorizzazione alla partecipazione di Kaljaev nel tentativo su Pleve. Kaljaev e Savinkov raggiunsero allora Berlino, ebbero accesso ai nuovi passaporti, si separarono e rientrarono in Russia ciascuno per conto proprio. Kaljaev passò il confine a Černyševskoe, a quel tempo territorio tedesco con il nome di Ejdtknen.
Nell'operazione, all'iniziale ruolo assegnato a Kaljaev di raccogliere informazioni sugli spostamenti di Pleve, spesso nei panni di un venditore ambulante, si aggiunse quello, da lui fortemente voluto, di essere il terzo lanciatore dell'ordigno esplosivo, dopo David Borišanskij e Egor Sozonov. Il piano infatti consisteva nel gettare la bomba all'interno della carrozza su cui viaggiava il ministro, una volta che, sulla base dei dati messi assieme nel corso delle osservazioni, fosse stato individuato il luogo più adatto da cui colpire. Il 28 luglio, Pleve fu ucciso da Sozonov, che riportò gravi ferite nell'esplosione e fu arrestato in loco.
Kaljaev partì l'indomani per Kiev, e da qui con Savinkov, per Białystok, a casa di Lev Sikorskij (1884-1927), il quarto lanciatore catturato dopo l'azione di Sozonov, per accertare se la sua identità fosse stata scoperta o meno. Non trovarono indizi che facessero pensare all'eventualità peggiore e, rassicurati, entrarono clandestinamente in Germania, passando per Suwałki, e quindi in Svizzera, a Ginevra. Furono presto raggiunti dagli altri membri della squadra, con l'eccezione di Maceevskij che fu dislocato in Polonia.

#### L'attentato contro il granduca Sergej Aleksandrovič

##### I preparativi

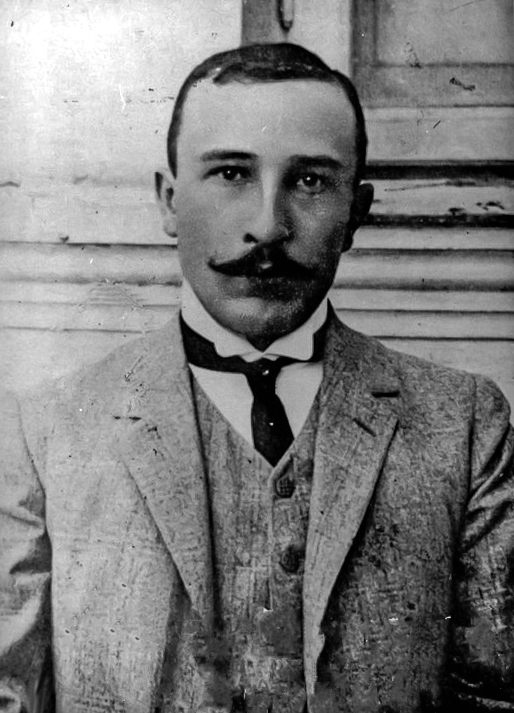
Boris Savinkov

A Ginevra l'unità combattente accolse tra le sue file Boris Moiseenko (1880-1918), una vecchia conoscenza di Savinkov, nota anche a Kaljaev dal tempo del suo esilio a Jaroslavl', quindi si spostò a Parigi, da Maksimilian Švejcer (1881-1905), che nel quartiere Grenelle aveva affittato un appartamento per lo studio e la produzione di esplosivi, assistito da Dora Brilliant (1879-1909) e dal fratello minore di Azef, Vladimir, il quale aveva competenze in chimica.
Nell'ambito delle nuove imprese decise nella capitale francese, a Savinkov, coadiuvato da Moiseenko, Brilliant e Kaljaev, fu affidata quella di maggiore rilevanza politica, avente per obiettivo il governatore generale di Mosca, granduca Sergej, zio dello zar Nicola II. L'operazione, come la precedente diretta contro Pleve, non fu denunciata dall'agente provocatore Azef ai suoi capi dell'Ochrana, anche perché costui era mosso, in quanto ebreo, da un risentimento personale verso questi due statisti dai conclamati sentimenti antisemiti.
Kaljaev e Moiseenko, incaricati della sorveglianza nei panni di vetturini, partirono per Bruxelles e a metà novembre erano a Mosca. Ivan familiarizzò in pochi giorni con la nuova professione e curò nel dettaglio ogni aspetto della sua falsa identità. Provvisto di un passaporto a nome di Osip Koval, contadino piccolo russo della Podolia, perché potesse giustificare il suo accento polacco, aveva fatto delle ricerche in biblioteca per conoscere la geografia e l'ambiente del distretto di Ušickij, da cui avrebbe raccontato di provenire. La precauzione si rivelò tutt'altro che superflua quando il custode della rimessa alla periferia di Mosca presso cui alloggiava con altri cocchieri, gli fece al riguardo domande precise. Selezionò gli oggetti d'arredo, le masserizie e le icone, con cui decorare la stanza, in modo che risultassero pertinenti all'immagine che s'era costruito e da poter spiegare il significato e la storia di ciascun oggetto. Quanto al resto, si diede l'aria un po' pazza per non sembrare sospetto nel caso, sempre possibile, fosse costretto a dare risposte sconclusionate a domande di cui non conosceva le risposte. In definitiva, non lasciò nulla al fato e se, all'inizio fu trattato con sdegno dagli altri postiglioni, riuscì poi a guadagnarsi la loro stima grazie all'operosità esibita nel lavoro.

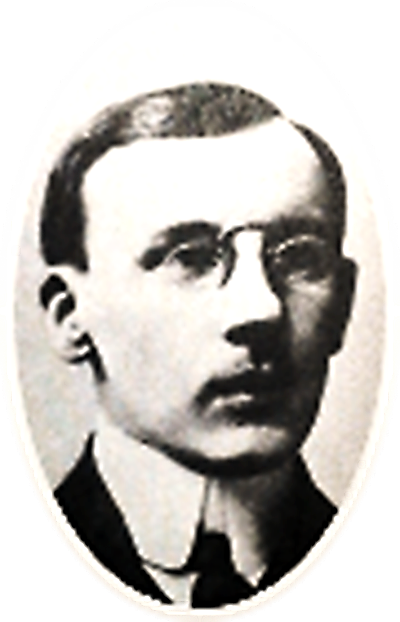
Boris Moiseenko

Scrive Moiseenko che Kaljaev era «un grande vetturino», nel senso che fu così abile a calarsi nella parte che non risultava facile distinguerlo da quelli veri. E infatti a Moiseenko, che osservava quotidianamente gli spostamenti del granduca dalla sua residenza sulla via Tverskaja, non riusciva di individuare Kaljaev, pure appostato nei dintorni.
Diversamente da quanto era stato fatto con Pleve, stavolta il gruppo non disponeva di un appartamento comune, e la notifica delle informazioni avveniva in altro modo. Se Moiseenko indossava spesso e volentieri abiti eleganti e s'incontrava con Savinkov al ristorante, al Maneggio o al circo, Kaljaev preferiva non dismettere le vesti del conducente e ragguagliava l'amico sul suo mezzo, concedendosi solo occasionalmente, di solito la domenica, il lusso di fare rapporto in trattoria.
Le prime importanti notizie furono disponibili già a metà dicembre. La carrozza di Sergej Aleksandrovič aveva inequivocabili tratti distintivi, che erano le redini bianche e le brillanti luci all'acetilene dei fanali, ma, come si scoprì presto, identiche caratteristiche presentava la vettura della moglie, la granduchessa Elisabetta Fëdorovna, e c'era il rischio di scambiarle. Si procedette quindi all'identificazione del cocchiere del Granduca che era Andrej Alekseevič Rudinkin, un uomo facilmente riconoscibile, corpulento, sui quarant'anni, con una gran barba rossa e un cordone di medaglie appuntate al petto. Infine si appurò che, sempre da solo e alla stessa ora, due-tre volte alla settimana, il Granduca si recava al Cremlino.
Ritenendo di poter procedere all'attacco, Savinkov avvertì Dora Brilliant, che era a Nižnij Novgorod con la dinamite, di tenersi pronta. Tuttavia Azef gli ordinò di muoversi con cautela e di rafforzare prima la squadra. A tal fine Savinkov si recò a Baku da Marija Prokof'eva (1883-1913), membro del Comitato locale del Partito social-rivoluzionario e fidanzata di Sozonov, perché gli consigliasse un elemento degno di fiducia. La Prokof'eva gli raccomandò Pëtr Kulikovskij (1869-1923), il quale da tempo chiedeva di essere impiegato in imprese terroristiche e Savinkov, verificatene la sincerità, lo annesse alla sua unità.

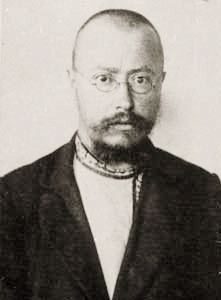
Pëtr Kulikovskij

Intanto a Mosca, per il 17 e 18 dicembre 1904, il comitato centrale del Partito socialista-rivoluzionario aveva indetto una manifestazione studentesca e minacciato di morte sia il governatore, granduca Sergej Aleksandrovič, che il capo della polizia, generale Trepov, se si fossero ripetuti gli episodi di brutale repressione registrati a San Pietroburgo la settimana precedente, con violenti cariche della polizia e numerosi feriti. E poiché i disordini non mancarono e tra i manifestanti ci furono decine di arresti, evidentemente prendendo sul serio la minaccia, il Granduca scomparve dalla residenza sulla Tverskaja.
Kaljaev riuscì a rintracciare la carrozza del Governatore presso la porta di Kaluga, vicino alla cattedrale della Madonna di Kazan', e fu giustamente dedotto che, se per arrivare al Cremlino si era servito di quella via, il nuovo domicilio era a palazzo Neskučnoe. Il rischio di essere notati, nell'atto di rilevare gli spostamenti del Granduca, si faceva adesso meno alto per gli osservatori, giacché il percorso della carrozza era più lungo. Fu constatato che il granduca Sergej andava ora al Cremlino in orari e giorni diversi, ma sempre passando per la stessa strada, la Bol'šaja Poljanka.
A quel punto, Savinkov, contattò il 21 gennaio 1905 uno dei membri del comitato centrale di Mosca, Vladimir Zenzirov (1880-1953), per sapere se stessero organizzando un attentato contro il governatore, nel qual caso avrebbe comunicato che se ne stava occupando lui. Il comitato aveva in effetti iniziato la sorveglianza, ma l'indomani, nella notte tra il 22 e il 23 gennaio, nel corso di un arresto di massa ordinato in connessione con la strage davanti al palazzo d'Inverno accaduta a San Pietroburgo, Zenzirov e svariati altri componenti del partito furono imprigionati.
Il 14 gennaio, il granduca Sergej si era dimesso dalla carica di governatore, ma aveva conservato quella di comandante del distretto militare di Mosca e, in realtà, continuava ad essere il signore indiscusso della città. Dopo il 22 gennaio, cambiò ancora residenza e si trasferì al palazzo Malyj Nikolaevskij, all'interno delle mura del Cremlino, area in cui risultava assai pericoloso sostare con la vettura, che era una slitta, per il tempo necessario ad avere un'idea chiara dei suoi nuovi movimenti. Moiseenko si posizionò allo Zar-puška, da dove riuscì a vedere il Granduca partire dal palazzo. Approfittando del fatto che le guardie non prestavano attenzione alle vetture, si poté accertare che il Granduca in giorni diversi, sebbene ogni volta tra le due e le cinque del pomeriggio, si dirigeva verso il suo vecchio ufficio sulla Tverskaja, dove conservava la sua storica residenza il governatore civile, transitando non dalla strada principale ma da un vicolo secondario. Poi però smise di fare queste visite regolari e, poiché non poteva passare inosservata per troppi giorni la presenza degli stessi veicoli nella zona, si dovette rinunciare al piano originario e riadattarlo alle inedite contingenze.

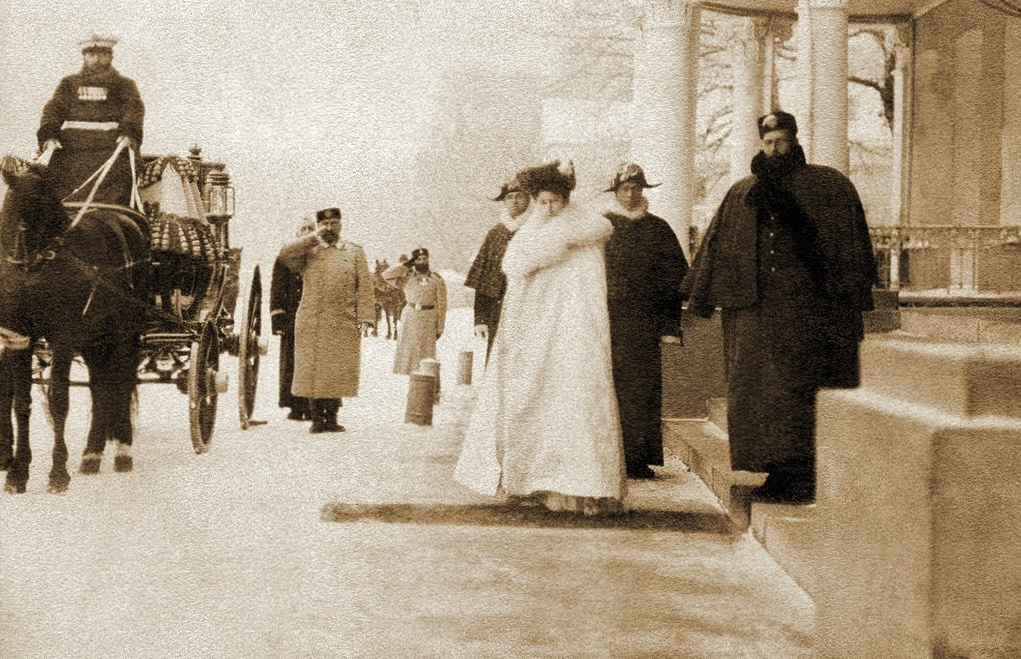
Il granduca Sergej Aleksandrovič con la moglie, granduchessa Elizaveta Fëdorovna davanti al portico di palazzo Nikolaevskij. A cassetta, il cocchiere del Granduca, Andrej Rudinkin

Non restava che leggere i giornali per conoscere l'agenda del Granduca, che presenziava alle cerimonie ufficiali, non mancava di farsi vedere ai comitati di beneficenza e andava a teatro. Ma le gazzette potevano non essere affidabili, così Savinkov cercò di trovare una fonte di prima mano. Tramite la Ivanovskaja, che Savinkov in visita a San Pietroburgo dopo la domenica di sangue, aveva fatto venire a Mosca, seppe di un principe vicino ai liberali che poteva dare indicazioni precise circa gli eventi cui avrebbe partecipato il Granduca. Da lui Savinkov fu introdotto su interessamento dello scrittore Leonid Andreev che lo conosceva, ma il principe, di cui si sa solo che in futuro aderirà al partito dei cadetti, non diede seguito alla promessa che avrebbe collaborato.
Ciò nondimeno, dai giornali Savinkov apprese che il 15 febbraio doveva svolgersi al teatro Bol'šoj una serata di beneficenza in favore della Croce Rossa, sotto il patrocinio della Granduchessa e con la partecipazione del cantante lirico Šaljapin. L'evento era dunque di grande richiamo e la presenza del Granduca, certa. L'azione fu combinata e ogni membro dell'unità ebbe le sue istruzioni. Dora Brilliant si trasferì all'albergo Slavjanskij bazar, sulla via Nikol'skaja, ad assemblare le due bombe che sarebbero state consegnate, al momento dell'attacco, a Kulikovskij e a Kaljaev. Ivan si sbarazzò della sua identità di vetturino e provvide a vendere slitta e cavalli, quindi partì per Charkiv, dove gli fu consegnato un nuovo passaporto, e rientrò a Mosca il giorno stabilito per l'attentato.

##### Il tentativo del 15 febbraio
Non si conosceva l'orario in cui il granduca Sergej sarebbe partito da palazzo Nikolaevskij, e così i due lanciatori si piazzarono sul luogo convenuto già alle otto di sera. Savinkov, sulla slitta guidata da Moiseenko, diede i due proiettili ricevuti poco prima da Dora Brilliant, l'uno a Kulikovskij, in via Varvarka, e l'altro a Kaljaev, in via Il'inka, adiacente alla piazza Rossa. Erano state cioè coperte le sole vie che conducevano dalla porta Nikol'skie, che la carrozza dell'ex governatore attraversava uscendo dalla sua residenza, al teatro Bol'šoj. Entrambi erano abbigliati alla maniera contadina, con cappotto, cappello e stivali alti, e portavano avvolti in fazzoletti di cotone i non voluminosi proiettili esplosivi.

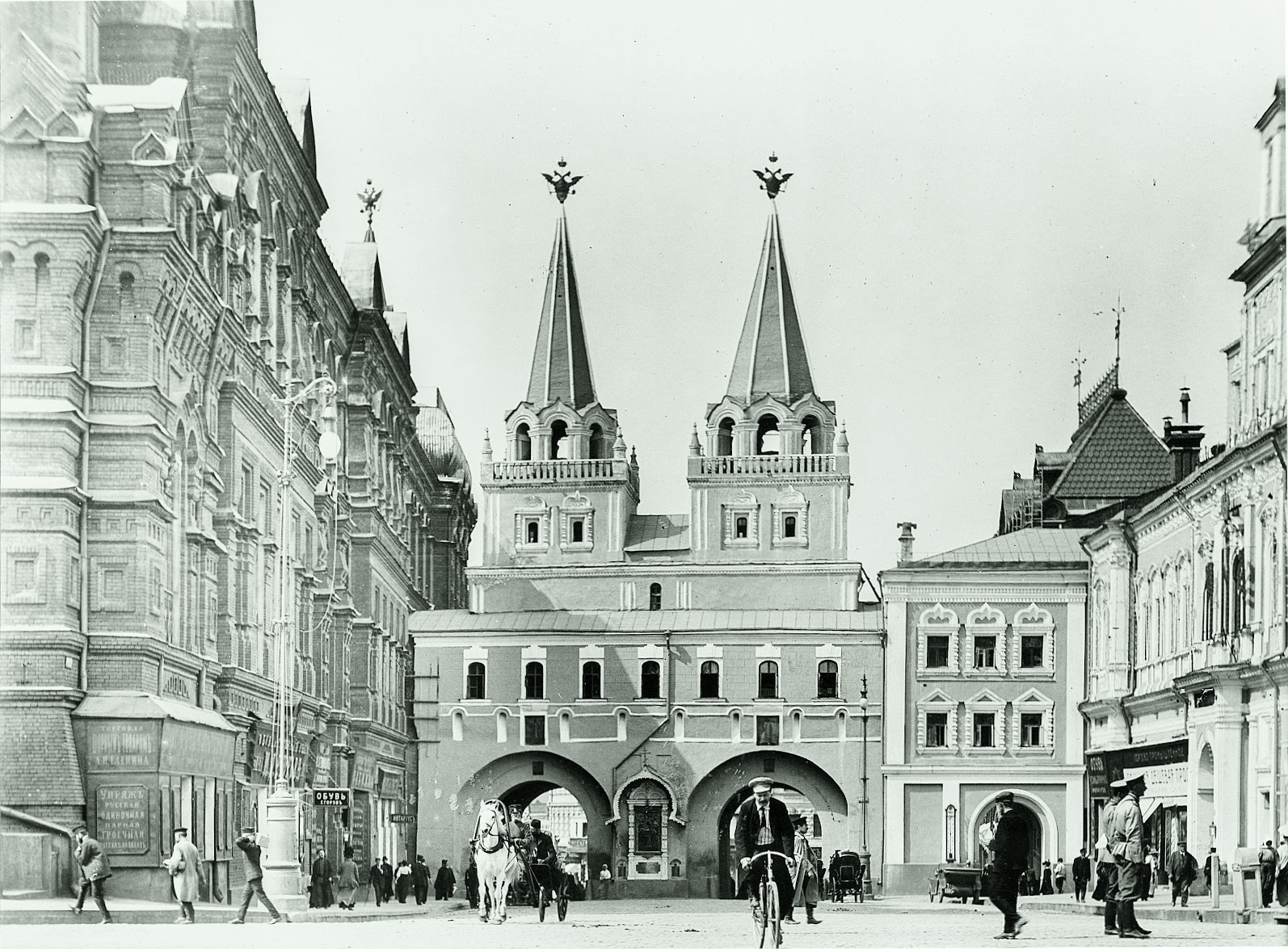
La porta della Resurrezione nei cui pressi si appostò Kaljaev la sera del 15 febbraio 1905

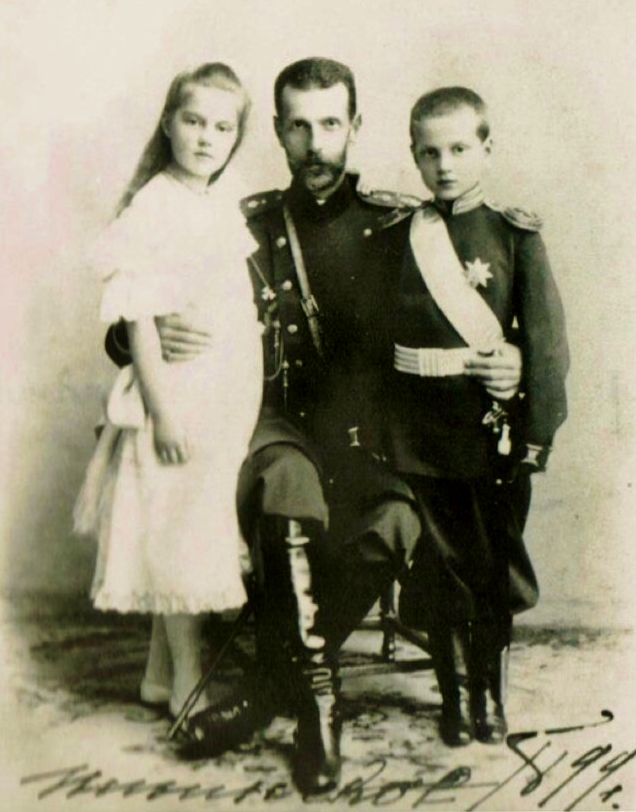
Il granduca Sergej Aleksandrovič con i nipoti, Dmitrij Pavlovič e Marija Pavlovna. La fotografia risale al 1899

Era una serata molto fredda, sferzata da una bufera di neve. Probabilmente fu questa la ragione per cui i due agenti della polizia segreta, che scortavano Sergej Aleksandrovič su una slitta scoperta, non si accorsero di nulla. Di sicuro però Kaljaev, che si trovava alla porta Iberica in piazza della Resurrezione, vicino al municipio, riconobbe l'inconfondibile carrozza e si protese verso di essa, quando venne nella sua direzione. Alzò la mano, pronto a gettare la bomba, ma scorti nella vettura anche la granduchessa Elizaveta Fëdorovna e i nipoti Marija Pavlovna e Dmitrij Pavlovič, figli dell'esiliato granduca Pavel Aleksandrovič e perciò adottati dalla coppia, lasciò cadere il braccio. La decisione, che mandava a monte mesi di preparativi e che poteva significare la rinuncia definitiva all'attentato, nel caso fosse sfumata un'occasione altrettanto propizia, fu presa da Kaljaev perché non voleva spargere più sangue di quello che era necessario. Sarebbe stato un gesto contrario all'etica rivoluzionaria e tanto valse a farlo desistere, indipendentemente da altre considerazioni che, in quanto militante soggetto alla disciplina di partito, avrebbe dovuto valutare, come l'eventualità di un arresto suo e dei compagni, senza aver concluso nulla.
La carrozza proseguì il suo viaggio verso il teatro, mentre Kaljaev andò da Savinkov, che attendeva l'esplosione ai giardini di Alessandro, a riferirgli l'accaduto, che commentò in questi termini: «Credo di aver fatto la cosa giusta; era forse possibile uccidere i figli?».
Pare che Savinkov, pur non nascondendo la contrarietà per l'occasione sfumata, non disapprovò nel merito Kaljaev, e che la disponibilità data da Ivan a colpire la volta successiva il Granduca comunque, fosse solo o in compagnia, se l'Organizzazione si fosse dichiarata favorevole, fu avanzata ben sapendo che non sarebbe stata accolta, e solo per riaffermare davanti a tutti i compagni la sua immutata volontà di arrivare fino in fondo. Sul momento si convenne che l'azione poteva essere ritentata durante il viaggio di ritorno, se magari il granduca Sergej e la moglie avessero avuto in programma di lasciare il teatro in tempi diversi, e fosse in attesa all'uscita una seconda carrozza, ma fu appurato, portandosi più tardi sul posto, che così non era.

##### L'attuazione
Sulla base di due mesi di osservazioni, le abitudini del Granduca erano ormai risapute, e poiché l'ultima volta che Sergej Aleksandrovič era andato sulla Tverskaja era stato il 13 febbraio, si poteva concludere che in uno dei tre giorni successivi ci sarebbe tornato. Fu quindi deciso di riprovare il 17, non essendo consigliabile agire subito, il giorno successivo, per dare il tempo ai lanciatori di ritemprarsi, di essere nella pienezza delle forze, specialmente mentali. Sia Kulikovskij che Kaljaev non avevano con sé i passaporti e dovettero trascorrere la notte tra il 15 e il 16 per strada, quando chiuse la trattoria dove Savinkov li aveva portati per fornire loro un parziale rifugio.
Sul far del giorno lasciarono Mosca per tornare la mattina del 17. Kulikovskij, come privato di ogni energia e risolutezza, era in crisi e, non ritenendosi più all'altezza del fatale incarico, annunciò la decisione di ritirarsi. Sorgeva il problema di cosa fare con un uomo in meno. Impossibile sostituire Kulikovskij nell'immediato: Moiseenko aveva ancora slitta e cavalli e se fosse stato catturato, la gendarmeria sarebbe risalita alle tecniche di sorveglianza dei terroristi e preso provvedimenti al riguardo. Si doveva decidere se provare con un solo lanciatore o rinviare. Kaljaev assicurò Savinkov che poteva agire da solo, che il 15 ugualmente era da solo, essendo Kulikovskij altrove. All'obiezione di Savinkov che in quell'occasione i lanciatori erano stati dislocati in due punti diversi perché non si conosceva il percorso che la carrozza avrebbe seguito per raggiungere il teatro, ma che, nel caso presente, la via era nota e due uomini davano più garanzie di uno, Kaljaev oppose la sua incrollabile volontà di agire e persuase l'amico che il successo dell'impresa non era in discussione.
Moiseenko condusse Savinkov e Kaljaev al Cremlino. I due si dissero addio, quindi Kaljaev - erano le due del pomeriggio - svoltò verso la porta Nikol'skaja. E alle 2 e 45, la piazza del Senato, a quindici sažen' dall'ingresso della porta Nikol'skaja, fu scossa da una forte esplosione.

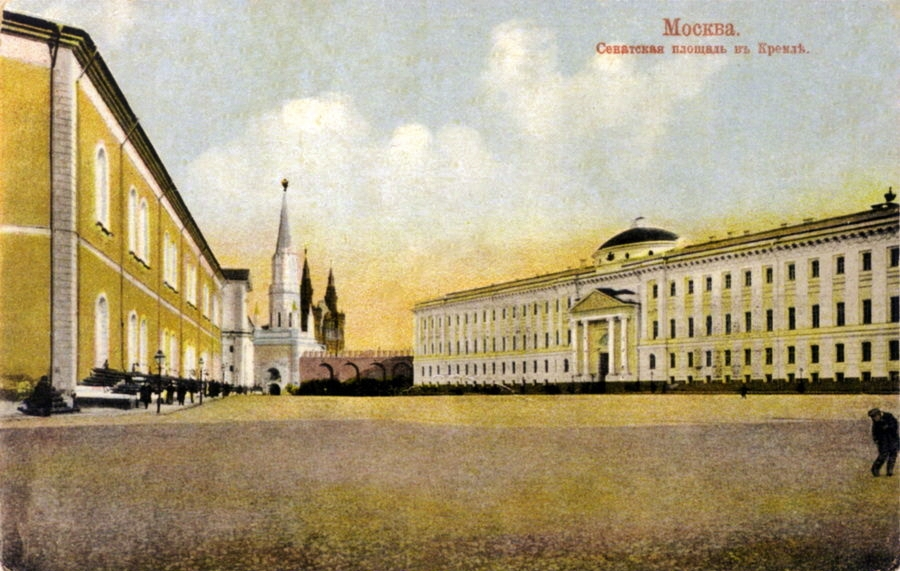
Piazza del Senato. A sinistra; l'Arsenale; a destra, il palazzo del Senato, sede altresì della Corte di giustizia; sullo sfondo, la porta Nikol'skaja
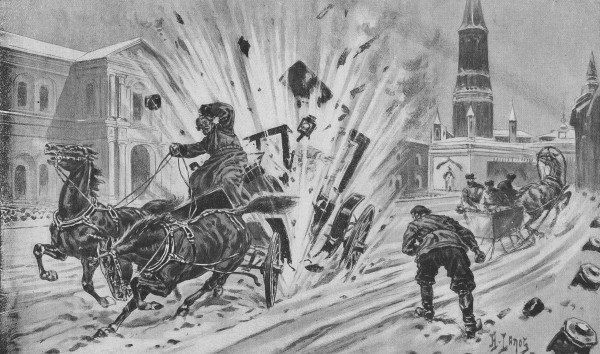
«L'assassinio di Sergej Aleksandrovič». Illustrazione tratta da un giornale d'epoca
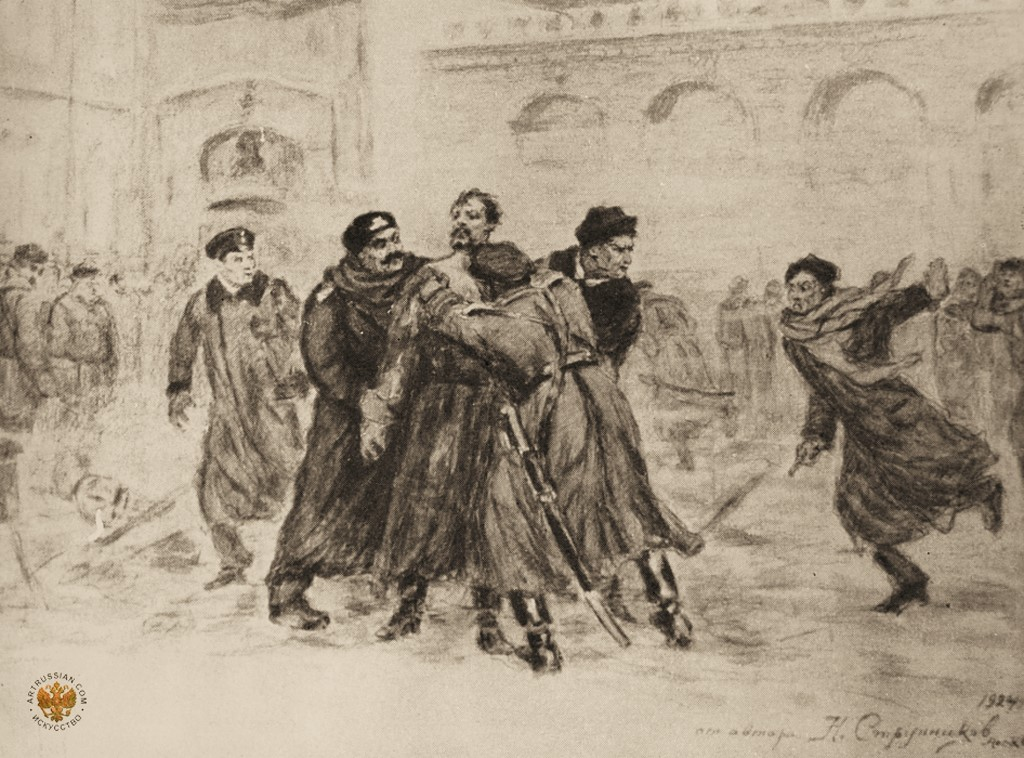
«Il tentativo di I. P. Kaljaev sul granduca Sergej Aleksandrovič» (ma è in realtà rappresentato il momento dell'arresto di Kaljaev), inchiostro su carta del pittore Nikolaj Strunnikov (1871-1945). Opera del 1924
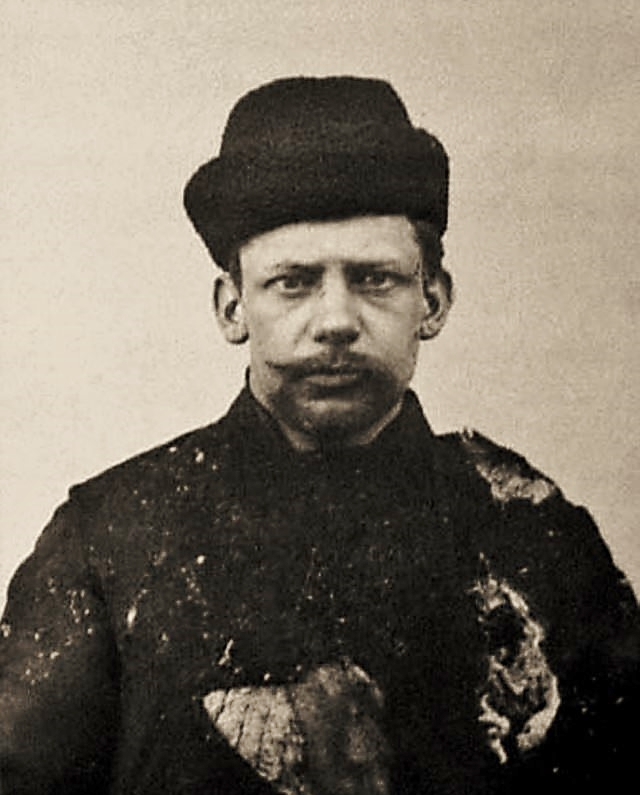
Kaljaev, fotografato subito dopo l'attentato, cercò di rendersi irriconoscibile, alterando l'espressione del viso, per ritardare la propria identificazione

In una lettera scritta ai compagni dal carcere, così Kaljaev rievoca gli avvenimenti del 17 febbraio:

«Contro tutte le mie previsioni, il 4 [17] febbraio sono sopravvissuto. Ho lanciato la bomba a una distanza di quattro passi, non di più, di rincorsa e a bruciapelo. Sono stato travolto dall'urto dell'esplosione e ho visto la carrozza scoppiare. Dopo che il fumo si è diradato, mi sono trovato vicino a ciò che restava della ruota posteriore. Ricordo che puzzavo di fumo, che alcune schegge mi erano penetrate dritte in faccia, che il cappello mi era volato via. Non sono caduto; solo, mi sono girato all'indietro. Poi, a cinque passi da me, in prossimità della Porta, c'erano parti di vestiti del Granduca e del corpo nudo. A dieci passi dalla carrozza, c'era il mio cappello, mi sono avvicinato e l'ho indossato. Mi sono guardato intorno. La mia giacca era stata fatta a pezzi dalle schegge di legno, i brandelli pendevano ed era tutta bruciacchiata. Con il volto copiosamente sporco di sangue, mi sono accorto di non essere fuggito, benché per un lungo tempo non ci fosse in giro nessuno. Cammino... In quel frangente, ho sentito da dietro: “Afferralo, afferralo”, sono stato quasi investito dalla slitta e abbrancato dalle mani di qualcuno. Accanto a me si agitavano i gendarmi della zona e spie disgustose... “Perché mi tenete, io non fuggo, ho fatto il mio lavoro”, ho detto (e mi sono reso conto di essere frastornato)... Sulla slitta, siamo passati davanti al Cremlino e ho pensato di gridare: “Abbasso lo zar maledetto, viva la libertà, abbasso il governo maledetto, viva il Partito socialista-rivoluzionario!” Sono stato portato al tribunale della città... Ho camminato con passo fermo. È stato orribile stare tra quei miserabili vigliacchi. Sono stato insolente, mi son fatto beffe di loro... Sono stato trasferito al quartiere Jakimanskaja, nella casa penale. Sono caduto in un sonno profondo...».
Addosso a Kaljaev fu trovato un revolver Browning carico e un passaporto intestato a nome di un mercante di Vitebsk, Aleksej Šil'nik. Dopo essere stato portato al tribunale, sito nel palazzo del Senato e sottoposto a un primo interrogatorio, da cui gli inquirenti non ricavarono altro che una dichiarazione di militanza nell'«Organizzazione di combattimento», Ivan fu trasferito, intorno alle 8 e 30 di sera nella casa di detenzione del Dipartimento per gli Affari Interni. Ma, nel quadro del generale scompiglio che venne a crearsi in una Russia esultante, più che inorridita, per l'attentato, quando da una cittadina del governatorato di Nižnij Novgorod si levò la voce che sconosciuti in foggia di gendarmi avrebbero fatto evadere l'ancora ignoto autore del delitto, Kaljaev sarà tradotto il 28 febbraio nella torre Pugačëv della prigione di Butyrka.
Il granduca Sergej Aleksandrovič morì all'istante, centrato dalla bomba che ne dilaniò il corpo. Il suo cocchiere, ferito nell'esplosione, morirà il 20 febbraio per il sopraggiungere di un'infezione del sangue, dopo che il miglioramento delle sue condizioni generali aveva fatto ben sperare.

#### La risonanza dell'evento nella pubblica opinione
La reazione dell'opinione pubblica alla morte violenta del Granduca non fu di condanna, a riprova della spaccatura sempre più profonda esistente tra l'autocrazia e larghi strati della società, con l'ovvia eccezione degli apparati governativi. L'dealizzazione di Sergej Aleksandrovič è un fenomeno recente che si colloca nell'ambito della generale rivalutazione della Russia zarista, successiva alla dissoluzione dell'URSS. Ma i contemporanei lo consideravano un pessimo e corrotto governatore (si diceva che rubasse anche alla Croce Rossa), un incallito reazionario che aveva inaugurato la sua amministrazione con un decreto di espulsione immediata della popolazione ebraica non battezzata, come a dire diverse migliaia di persone.
I manifesti dei socialisti-rivoluzionari erano trionfanti. Il Comitato di Mosca ricordava che, ancora di recente, il 17 dicembre 1904, durante il pestaggio dei dimostranti, il Granduca «rise dei cittadini picchiati su suo ordine, rise degli avvertimenti dei rivoluzionari. Ora, non ride più…». Questo proclama fu ristampato dai comitati regionali altre quattro volte e con una tiratura che superò le ventimila copie, senza contare quelli spediti all'estero. S'inneggiava alla vittoria sull'ormai «intaccata, vacillante, autocrazia», e si esprimeva la soddisfazione che il Granduca fosse morto al Cremlino, cuore e simbolo del conservatorismo. In un altro volantino era detto nero su bianco: «Il 4 [17] febbraio è il terremoto dell'elemento ribelle. È stata appena una scintilla gettata per un momento nel vulcano dell'indignazione popolare. Ora esso bolle, si agita, ribolle. Quando avrà accumulato in sé abbastanza forza ignifera, la riverserà fuori per seppellire con il fuoco purificatore tutta la massa dei nemici del popolo». In seguito, nel giorno del primo anniversario dell'attentato, saranno stampate cartoline con l'effigie di Kaljaev.
I giornali progressisti chiesero al governo di fare qualche concessione per allentare il clima di grave tensione, e spesso il loro tono nascondeva una certa simpatia per l'attentatore. Le parole proferite da Kaljaev al momento dell'arresto, furono rilanciate con evidente ammirazione, e lui stesso era descritto come un «giovane snello», dalla «fisionomia intelligente». Il capo della polizia dovette intervenire per vietare l'uso di espressioni tese a romanticizzare e glorificare lo sconosciuto terrorista.

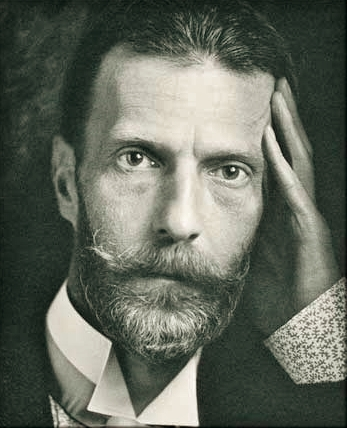
Il granduca Sergej Aleksandrovič nel 1905

Solo la stampa conservatrice deprecò il suo gesto, ma doveva ammettere che era stata inferta al regime una grave ferita. Il «Russkoe delo» (La Causa russa) scrisse: «Il mercurio nel termometro della nostra rivoluzione ha fatto d'un colpo un gran balzo in avanti... Tutto ciò che è in comunione spirituale con la rivoluzione, che anela al sovvertimento dell'ordine costituito, ha sollevato la testa come non mai e canta vittoria ad alta voce». Il «Moskovskie vedomosti» (Notiziario moscovita) desunse che la situazione si stava rapidamente deteriorando dal fatto che le dimissioni del Granduca non lo avevano salvato dalla vendetta dei rivoluzionari, le cui armi s'erano prima rivolte solo contro i funzionari governativi in carica.
Il direttore del dipartimento di polizia, Aleksej Lopuchin (1864-1928), in un rapporto datato 11 [24] febbraio, riferiva notizie allarmanti sull'atteggiamento esibito da tutte le classi sociali in relazione a un fatto così traumatico per la famiglia reale. La nobiltà e gli zemstva, si mostravano «nella migliore delle ipotesi indifferenti a questa atrocità». Tranne un'esigua minoranza che simpatizzava con il governo, l'intelligencija era «letteralmente in giubilo», per non parlare degli studenti, vittime di ripetuti pestaggi, che avevano salutato la notizia con applausi e grida di gioia. L'umore generale raccolto dalle spie infiltrate nel tessuto sociale era che non bastava la morte del Granduca: bisognava eliminare tutti i membri del governo e della famiglia reale.
La sera dell'attentato, così come nel giorno dei funerali dei morti nella calca di Chodynka erano continuati, al palazzo del Granduca, i ricevimenti e i balli per l'incoronazione del nuovo zar, in una Mosca che non aveva mai dimenticato questa tragedia di cui Sergej Aleksandrovič era ritenuto il principale responsabile, alla comunicazione della sua morte, nei ristoranti e teatri si continuò a suonare, a recitare e a scherzare, finché l'intervento della gendarmeria non impose alla città il silenzio acconcio al lutto.
Alle due del pomeriggio del 18 febbraio, il sindaco di Mosca, principe Golicyn (1847-1932), presiedette una seduta straordinaria della Duma che doveva preparare un testo di condoglianze da indirizzare allo zar e alla vedova. Ebbene, dalle note dei deputati si evince che l'Assemblea, tra il discorso di apertura letto da Golicyn e l'approvazione del messaggio ufficiale di cordoglio, non impiegò più di cinque minuti, né ci fu la consueta condanna dei metodi terroristici.
Tra le tante manifestazioni di insofferenza degli studenti, a Jur'ev, quelli di musica si rifiutarono di cantare alla commemorazione funebre in onore del Granduca, e gli allievi della Scuola tecnica imperiale di Mosca votarono a larghissima maggioranza la seguente risoluzione: «Gli studenti del M.T.U. esprimono il proprio compiacimento per l'esecuzione dello scellerato granduca Sergej Aleksandrovič. Gloria all'eroe che lo ha giustiziato!».
Quanto al popolo, solo una sparuta rappresentanza di operai partecipò a una commemorazione in ricordo di Sua Altezza Imperiale. Un fatto notevole è che il 13 marzo 1905, la tenuta del Granduca a Dmitrovsk fu distrutta dai contadini dei villaggi vicini. La casa e un'officina furono saccheggiate e date alle fiamme, mentre il fattore fu picchiato.
Nicola II, che nel suo diario avrebbe citato ancora il Granduca solo un anno dopo, nel giorno del primo anniversario della morte, esternò così la propria commozione: «Un crimine terribile è accaduto a Mosca: presso la porta Nikol'skie, lo zio Sergej è stato ucciso in carrozza dal lancio di una bomba, mentre il cocchiere è rimasto gravemente ferito. Sventurata Ella, che Dio la benedica e l'aiuti!». Ma l'uccisione di Pleve, in circostanze analoghe, gli aveva ispirato parole che riflettono un maggiore coinvolgimento emotivo: «Nella persona del buon Pleve, ho perduto un amico e un insostituibile ministro dell'Interno. Severamente il Signore ci ha visitati con la sua collera. Di questi tempi perdere due così fedeli e devoti servitori!».
Un alto funzionario del ministero per gli Affari Interni sostenne che l'omicidio di Sergej Aleksandrovič, il maggior sostegno delle forze dell'ordine, molto incise sul successivo sviluppo degli eventi, uno dei quali fu, come è opinione diffusa, il rescritto che prende il nome dal ministro dell'Interno, Aleksandr Bulygin (1851-1919), nel quale lo zar auspicava la partecipazione all'elaborazione delle leggi di personalità virtuose elette dal popolo. Il provvedimento, passato alla storia come la Duma di Bulygin, era molto simile all'articolo redatto dal precedente ministro dell'Interno, Svjatopolk-Mirskij (1857-1914), e poi stralciato dal decreto del 24 dicembre 1904, anche per la netta contrarietà del granduca Sergej, presente alle consultazioni in qualità di consigliere dello zar.

### La visita in carcere della granduchessa Elizaveta Fëdorovna
(Ivan Platonovič Kaljaev, op. cit., p. 8)

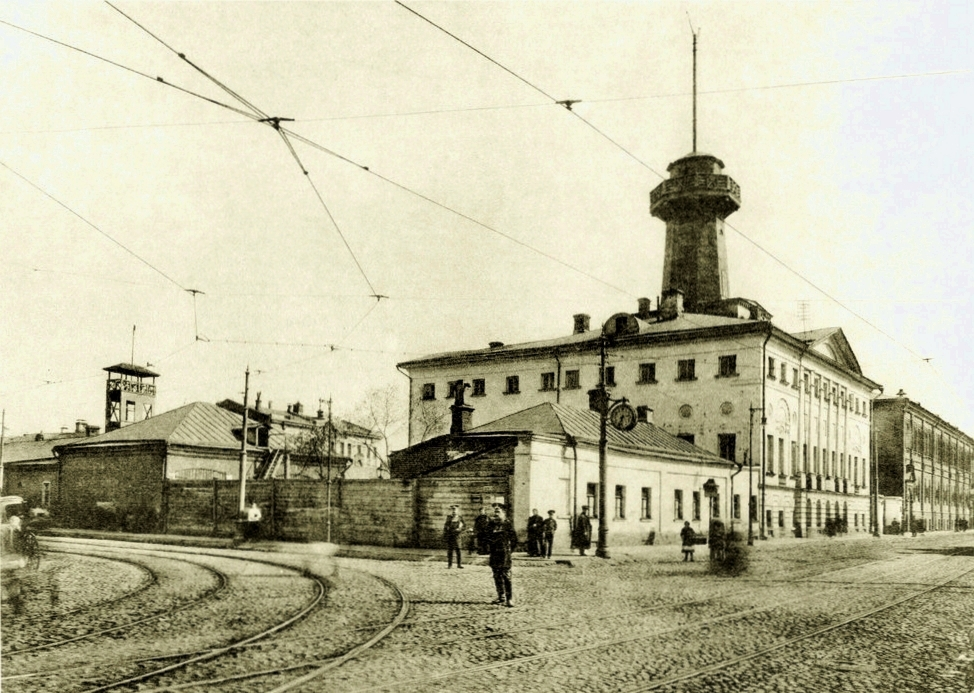
La stazione di polizia Pjatnickij

La sera del 20 febbraio, Kaljaev fu prelevato e portato nella stazione di polizia sulla via Pjatnickaja. Qui, nell'ufficio della segreteria, piantonato dal capitano Fullon, alle 8 p. m., fu raggiunto dalla granduchessa Elizaveta Fëdorovna, scortata dal gradovačal'nik di Mosca, Evgenij N. Volkov (1864-?), dalla damigella d'onore, e dall'ex aiutante di campo del marito, il generale Vladimir S. Gadon (1860-1937). Dopo che la Granduchessa si fu presentata a Kaljaev, chiese e ottenne di essere lasciata sola con lui.
Su questo incontro, durato circa venti minuti, Kaljaev scrisse un breve promemoria. Racconta di non essere stato preavvisato e che quando vide la donna vestita di nero, con la veletta calata sugli occhi, pensò che fosse un testimone venuto per il riconoscimento. All'inizio del colloquio, Kaljaev osservò che, a cose fatte, era tardi per parlare, che l'autocrazia aveva dichiarato guerra al popolo, commetteva contro di esso crimini spaventosi e non poteva credere di restare impunita per sempre. Il Granduca era stato ucciso perché i rivoluzionari non avevano altro modo che quello, per «protestare contro le atrocità del governo». Elizaveta Fëdorovna replicò che pure loro volevano il bene del popolo e soffrivano. Al che Kaljaev le fece notare che loro soffrivano ora, alludendo ai colpi sferrati da chi li combatteva. Poi la Granduchessa ritrasse il marito nella luce più favorevole e, a suo nome, perdonò l'omicida.
«Ci siamo guardati l'un l'altra, non lo nego, con un certo qual sentimento mistico, come due mortali che sono sopravvissuti. Io, per caso, e lei, per volere dell'Organizzazione e mio, giacché l'Organizzazione ed io abbiamo voluto deliberatamente evitare inutili spargimenti di sangue. E, guardando la Granduchessa, non potevo non vedere sul suo viso la gratitudine, se non per me, in ogni caso, verso il destino, per non essere stata uccisa. "Vi prego, prendete da parte mia, in ricordo, l'icona. Pregherò per voi". E io prendo l'icona. Per me era il simbolo del suo riconoscimento della mia vittoria, il simbolo della sua gratitudine nei confronti del fato per averle risparmiato la vita, della contrizione della sua coscienza per i delitti del Granduca. "La mia coscienza è pulita" - dico - "sto davvero male per avervi procurato un dolore, ma ho agito consapevolmente, e se avessi mille vite, le darei tutte e mille, non solo una". La Granduchessa si alza per andarsene. Mi alzo anch'io. "Addio... ho fatto il mio dovere, lo farò fino all'ultimo e sopporterò tutto ciò che devo"».

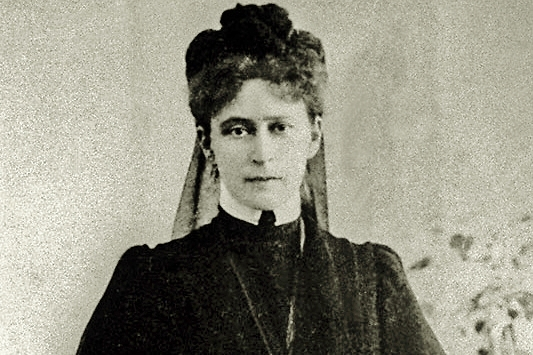
La granduchessa Elizaveta Fëdorovna dopo il funerale del marito, granduca Sergej

Qualche giorno dopo, un telegramma dell'Agenzia telegrafica russa ripreso dai giornali e datato 11 [24] febbraio 1905, dava ampio risalto alla notizia, in una versione emendata rispetto a quella riportata da Kaljaev: «Secondo alcune voci attendibili, la Granduchessa ha incontrato l'assassino e gli ha chiesto perché avesse ucciso suo marito. L'assassino ha risposto: "Ho eseguito la volontà del Comitato rivoluzionario". La Granduchessa ha chiesto: "Siete credente?". Ricevuta una risposta affermativa, gli ha dato l'icona e gli ha detto: "Vi perdono. Dio giudicherà tra il Principe e voi, ma io mi adopererò per salvarvi la vita". L'assassino è scoppiato in lacrime». Naturalmente alcuni giornali riferirono lo straordinario episodio, da tutti ritenuto l'esito di un moto spontaneo di compassione e di carità cristiana, con enfasi via via maggiore. Il «Moskovskie vedomosti» scrisse che davanti a un uomo «duro, spietato, fanatico... con le mani non ancora lavate dal sangue della vittima», compariva una donna che veniva «dal palazzo reale, dalla calda salma della persona amata, tanto selvaggiamente mutilata», portando amore e non collera. L'assassino non aveva armi da opporre a tanta generosità, e «si arrese», cadde ai piedi di colei che non era più una «granduchessa, bensì una gran martire».
In prigione, Kaljaev fu raggiunto dall'eco delle chiacchiere che si facevano sull'incontro tra lui e la Granduchessa - probabilmente aveva raccolto indizi dalle conversazioni dei carcerieri - e cominciò a chiedersi turbato cosa i giornali, sia russi che stranieri, stessero effettivamente scrivendo. Il 6 marzo, fece arrivare al procuratore la richiesta orale, poiché per differire l'identificazione non poteva fornire saggi della propria grafia, da rivolgere alla Granduchessa di un secondo, chiarificatore, incontro. Due giorni dopo, tramite il responsabile della corte di Elizaveta Fëdorovna, conte Georgij G. Mengden (1861-1917), giunse la risposta, che fu trasmessa a Kaljaev il giorno 10 e che recita: «La Granduchessa non desidera un secondo colloquio con l'assassino in quanto, all'atto del primo incontro ella ha soltanto obbedito a un dovere cristiano e ha perdonato il colpevole, tanto più che, a suo giudizio, così avrebbe fatto lo stesso Granduca se fosse stato in vita, e una volta assolto [il dovere cristiano], la Granduchessa non vede la ragione di una nuova visita all'accusato». Piuttosto significativo è il particolare che al procuratore fu ordinato di tenere segrete sia la richiesta di Kaljaev che la risposta della Granduchessa, e infatti sui giornali non ve ne fu alcuna menzione. Più tardi anche questa parte della storia sarà rivelata, con la pubblicazione della lettera di Kaljaev alla Granduchessa, una copia della quale era pervenuta al Partito socialista-rivoluzionario.
La foto scattata a Kaljaev sul luogo dell'attentato era stata inviata in tutti i dipartimenti e uffici di polizia, senza che ci fosse stato un riscontro. Fu mostrata ad Azef, che era a Parigi, con lo stesso identico risultato. Disse che nessuno sapeva il suo nome, ma che la veterana, co-fondatrice del partito, Ekaterina Breško-Breškovskaja (1844-1934), lo chiamava Pëtr Petrov: indizio, questo, assolutamente inutile. Ma trascorso un mese, il giudice istruttore si accorse che l'immagine ritratta nella fotografia doveva corrispondere poco alla fisionomia originale e segnalò questa osservazione assieme a un'altra, e cioè che il colore naturale dei capelli della persona arrestata doveva essere più chiaro di quello che appariva. Ordinò quindi altre fotografie e un dipendente del dipartimento di polizia di Varsavia, che era stato all'Università di San Pietroburgo con Kaljaev, lo riconobbe.

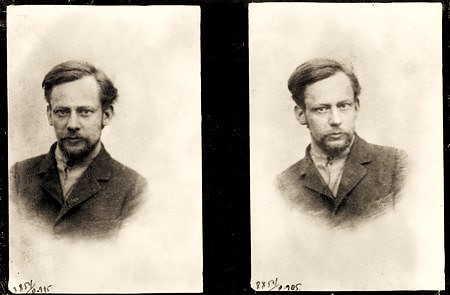
Le foto, scattate in prigione a marzo 1905, da cui Ivan Kaljaev fu identificato

Kaljaev, che non si dava pace per la faccenda della Granduchessa, il 6 aprile, non appena fu informato che la sua identità era stata scoperta, le scrisse una lunga lettera, a tratti offensiva, che non le sarà mostrata: «... Io non vi ho chiamata; voi siete venuta da me, quindi tutta la responsabilità degli strascichi del colloquio, ricadono su di voi. La nostra conversazione si è svolta, almeno apparentemente, in un'atmosfera raccolta. Quel che è accaduto tra noi, non era oggetto di pubblicazione, appartenendo a noi due solamente. Io e voi ci siamo incontrati in campo neutro, su uno stesso piano, da essere umano a essere umano, e, di conseguenza, godevamo dello stesso diritto alla riservatezza. Altrimenti come intendere il disinteresse del vostro sentire cristiano? Ho riposto la mia fiducia nella vostra nobiltà d'animo, ho creduto che la vostra superiore posizione sociale, che la vostra personale dignità, potesse essere garanzia sufficiente contro la macchina diffamatoria nella quale, a titolo diverso, siamo finiti entrambi. Ma voi non avevate paura di andarci di mezzo: la mia fiducia in voi non era giustificata... Il vostro rifiuto di un secondo incontro non depone a favore del disinteresse del primo... Così è accaduto che, alcuni intriganti, certamente in seguito a un qualche calcolo, hanno pubblicato ragguagli sul nostro incontro, come di un trionfo dell'ortodossia, e hanno nascosto l'essenziale... Camuffato da innocua divulgazione di un evento, hanno gettato in piazza il seme della calunnia e il dubbio sull'onore del rivoluzionario... Proprio perché non avete negato l'offesa fatta al mio sentimento di pietà per voi, sapete che non ho alcuna possibilità di difendermi dalla calunnia al processo. Perché i vostri agenti hanno passato sotto silenzio tutto ciò che, nella mia conversazione con voi, non vi era favorevole? Perché non è stata pubblicata la mia dichiarazione che il Granduca è stato ucciso in quanto personalità politica nociva, che ho agito contro di lui consapevolmente, che non ho nulla di cui pentirmi, così come che la mia coscienza è pulita? C'è la macchina diffamatoria e c'è la rappresentazione tendenziosa del nostro incontro. Mi domando se è potuto accadere per la partecipazione di altri assieme alla vostra, per quanto passiva, in forma di non resistenza, con l'effetto contrario cui vi obbligava l'onore. La risposta risiede nella stessa domanda, ed io protesto duramente contro l'applicazione dei metodi polizieschi al genuino sentimento della mia indulgenza verso il vostro dolore... Sono perfettamente consapevole del mio errore: dovevo trattarvi con indifferenza e non impegnarmi in una conversazione... Dopo tutto è per me evidente che siete voi la fonte di tutte le notizie sul sottoscritto, perché nessuno si sarebbe permesso di riferire il contenuto della mia conversazione con voi, senza chiederci il permesso (sui giornali è apparso alterato, deformato: io non mi sono dichiarato credente e non ho espresso alcun rimpianto)».
Kaljaev nella lettera attribuisce la decisione di non lanciare la bomba il 15 febbraio interamente all'Organizzazione militante, gli interessi della quale esigevano di evitare le morti inutili. Inoltre spiega alla Granduchessa che, se durante il loro incontro le aveva detto di aver «pregato» perché il 17 lei non fosse all'interno della carrozza, aveva inteso solo formulare un auspicio, sempre guardando agli interessi del partito, e non fare un'implicita ammissione di fede. «È chiaro che nella mia espressione "ho pregato" non c'era nulla che potesse indurre in inganno circa la fermezza delle mie convinzioni... L'impresa dell'Organizzazione di combattimento del 4 [17] febbraio è stato un mio atto personale, e io l'ho eseguito con una devozione veramente religiosa. In questo senso io sono una persona religiosa, ma la mia religione sono il socialismo e la libertà, non l'oscurità e l'oppressione. La mia religione è contro di voi, non con voi... Le mie convinzioni e il mio atteggiamento per la casa reale restano gli stessi e io non ho nulla, una qualsiasi parte di me, Io non ho nulla a che fare con i servi della superstizione religiosa e con i loro governanti ipocriti».

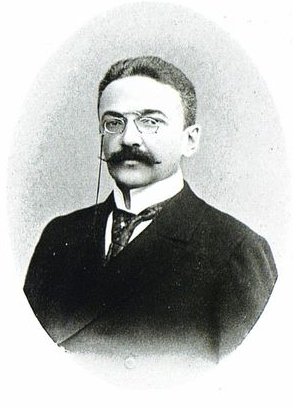
Il direttore del Dipartimento di polizia Aleksej Lopuchin

Il sospetto, che il tempo tramutò in certezza, di essere stato vittima di una provocazione della polizia, tormenterà Kaljaev fino alla morte, perché riteneva che il suo onore di rivoluzionario, nel quale vedeva il solo legame con i compagni «dalla tomba», fosse stato irrimediabilmente compromesso. A uno dei suoi avvocati, Vladimir V. Berenštam (1871-1931), che gli chiederà perché mai, se si dichiarava un non credente, avesse accettato dalla Granduchessa l'icona, risponderà che, essendo pur sempre colpevole di averle procurato un grande dolore, si era sentito «moralmente obbligato ad alleviare il più possibile la sua sofferenza». Ma, mentre parlava, si strappò per la disperazione la crosta di una ferita alla mano. E a un altro, Michail L. Mandel'štam (1866-1939), dirà: «Al governo non è bastato condannarmi a morte. Ha capito a meraviglia che, creando martiri, non fa che accrescere la gloria della rivoluzione. Il governo ha deciso non solo di uccidermi, ma pure di compromettermi come persona... Ha voluto dimostrare che il rivoluzionario, il quale toglie la vita a un'altra persona, teme lui stesso la morte ed è disposto a tutto per comprarsi la vita e avere uno sconto di pena. Per questa ragione mi ha mandato la vedova dell'ucciso».
Stando ai documenti d'archivio, Kaljaev non si sbagliava: fu fatto davvero segno di una provocazione. Sappiamo che il 19 febbraio, il procuratore del senato Vasil'ev, a Mosca per seguire le indagini, inviò al ministro della Giustizia, Sergej Manuchin (1856-1922), un messaggio, classificato come «segreto», in cui riferiva che era imminente l'incontro tra la Granduchessa e l'ignoto uccisore. All'alba del giorno 21, trasmetteva per telegramma al ministro il resoconto del colloquio, specificando che le informazioni gli erano state comunicate dal direttore del dipartimento di polizia, Aleksej A. Lopuchin (1864-1928), l'organizzatore della visita cui, considerando la strettezza dei tempi, non poteva che averle riferite la Granduchessa, o qualcuno del suo entourage, previamente istruito. Lo stesso giorno Vasil'ev, al telefono, arricchì la sua storia di nuovi particolari, quindi Manuchin, a sua volta, inoltrò allo zar la relazione finale. È interessante notare come dal telegramma iniziale al rapporto finale, passando per la telefonata, nel racconto si inserisca il pianto di Kaljaev pentito, circostanza che non compare né nel primo messaggio, né nelle note di Lopuchin indirizzate al suo superiore, il ministro Bulygin. Fu quindi presentata allo zar una versione dei fatti che non contrastasse troppo con i suoi desideri, che auspicavano la capitolazione dell'omicida, il disconoscimento del suo gesto, la richiesta di avere salva la vita.
Ma la visita della Granduchessa non riuscì a smuovere il colpevole e, sebbene la stampa lo rappresentasse ormai sempre intento a baciare l'icona e a pregare, e nessuno si chiedesse come mai da tanto pentimento non venisse fuori almeno il suo nome, se non quello dei complici, di concreto non c'era nulla. E perciò, dopo il processo, emessa la sentenza di morte, si tenterà di indurre Kaljaev a chiedere la grazia, e di conseguenza anche l'intercessione della Granduchessa, che pure ci fu, non poteva portare a una commutazione della pena. Era importante che il rivoluzionario perdesse agli occhi della gente l'aureola di persona incorrotta e coraggiosa, pronta a riscattare con la propria morte la morte recata perfino a chi reputava nemico giurato del popolo; era indispensabile che abiurasse, in modo da scardinare dalle fondamenta le basi ideologiche della rivoluzione e i metodi terroristici.
Certo non è possibile stabilire con esattezza l'entità del ruolo svolto nella provocazione da Elizaveta Fëdorovna, ma è assodato che fece rapporto a Lopuchin, che il suo ingresso alla stazione di polizia Pjatnikij avvenne dal cortile, in modo che fosse vista da tutti, - sorveglianti, personale amministrativo e detenuti - e che il suo rifiuto di rivedere Kaljaev fu tenuto segreto. Inoltre, nel 1902, dopo l'omicidio di Sipjagin, aveva fatto la teoria della necessità di demistificare l'immagine del rivoluzionario, scrivendo allo zar che tutto doveva essere tentato per «evitare di trasformare in eroi» gli assassini, e per «sopprimere in loro il desiderio di rischiare la vita al fine di commettere questi reati (credo così, anche se sarebbe meglio che paghino con la vita e quindi scompaiano)».

### Il processo e l'appello
Una volta accertata l'identità di Kaljaev, il processo fu istituito in tempi rapidi, già il 18 aprile, davanti alla rappresentanza speciale del Senato governante e a porte chiuse. Il presidente del tribunale, il consigliere privato attivo Dejer (1832-1911), lo stesso del grande processo contro Narodnaja volja del 1882, fu assistito da otto giudici: cinque senatori, il sindaco di Mosca, Golycin, il maresciallo della nobiltà del governatorato di San Pietroburgo, e il suo equivalente di Varsavia. Kaljaev fu difeso da Mandel'štam e da Vladimir A. Ždanov (1869-1932), mentre l'accusa fu sostenuta dal futuro ministro della Giustizia Ivan Ščeglovitov (1861-1918).

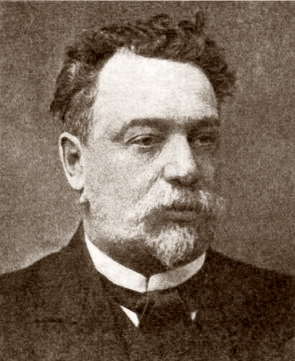
L'avvocato Michail Mandel'štam

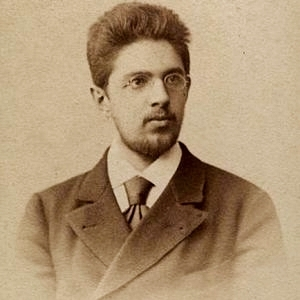
L'avvocato Vladimir Ždanov

L'aula del tribunale, benché il processo fosse a porte chiuse, era gremita di ufficiali di polizia e della gendarmeria, invitati per lettera, ma il richiamo del processo fu tale che nei corridoi del palazzo del senato, nel piazzale, e nei suoi pressi si raccolse una gran folla. La circolazione delle notizie sarà garantita da Mandel'štam, il quale approfittando di un cavillo legale leggerà gli atti del dibattimento in diverse conferenze pubbliche. In una di queste, tenutasi presso la scuola superiore Fidler, al difensore fu consegnato il ricavato di una colletta per la madre di Kaljaev, che era presente al processo, assieme a una delle figlie.
Quantunque dopo il 13 marzo 1881, fosse entrata in vigore una legge che prevedeva la condanna a morte per reati ai danni dei membri della famiglia reale, poco prima dell'uccisione del granduca Sergej, Nicola II aveva approvato un nuovo codice penale che introduceva in alternativa alla pena capitale l'ergastolo, perciò Kaljaev non era irrimediabilmente perduto e i suoi avvocati tentarono con ogni mezzo di salvarlo. Nei loro calorosi interventi, quasi minacciarono i giudici. In particolare Ždanov disse : «Smarrendo la speranza in una soluzione pacifica di questa lotta, l'immane fantasma della guerra civile incalza di più… Ricordate che nei giorni a venire, all'alba sanguinosa che già s'intravede all'orizzonte, sulla bilancia su cui verrà messo tutto il passato, il vostro verdetto non avrà un peso di poco conto».

Kaljaev non disse nulla in sua personale difesa e pensò solo a tenere una rigida posizione di partito, ma fece un discorso notevole, in seguito divenuto famoso e ripetutamente pubblicato:

« Prima di tutto, una rettifica preliminare: io non sono un imputato davanti a voi, io sono il vostro prigioniero. Noi siamo due parti in guerra. Voi siete i rappresentanti del governo imperiale, servitori stipendiati del capitale e dell'oppressione. Io sono un vendicatore del popolo, un socialista e un rivoluzionario. Ci dividono montagne di cadaveri, centinaia di migliaia di vite umane distrutte e un mare di lacrime e di sangue che ha provocato in tutto il paese moti di raccapriccio e di sdegno. Avete dichiarato guerra al popolo, e noi abbiamo accettato la sfida. Avendomi preso prigioniero, potete adesso sottopormi alla tortura di una morte lenta, potete uccidermi, ma non vi è concesso giudicare la mia persona. Qualunque cosa escogitaste per dominare su di me, qui per voi non può esserci assoluzione, come per me non può esserci condanna...
« Ho ucciso il Granduca, e capirei se fossi sottoposto al tribunale familiare dei membri della casa reale, come nemico giurato della dinastia. Questo sarebbe grossolano e, per il XX secolo, primitivo. Tuttavia, sarebbe almeno alla luce del sole. Ma dove si trova Pilato, che non avendo ancora lavato le sue mani dal sangue del popolo, vi manda qui a edificare il patibolo? O non sarà che, nella testa delle autorità, vi abbiano prestato la loro debole coscienza al punto da costituirsi essi stessi giudici a proprio beneficio, nel nome della falsa legge? Così, lasciate che vi dica: io non riconosco né voi, né le vostre leggi. Non riconosco le istituzioni centrali governative, nelle quali l'ipocrisia politica copre la vigliaccheria morale dei governanti e il brutale massacro in corso, nel nome della coscienza umana, offesa, per il trionfo della violenza...
« L'azione del 4 [17] febbraio non la chiamate direttamente omicidio, la chiamate crimine, scelleratezza. Osate non solo giudicare, ma pure biasimare. Cosa vi dà questo diritto? Forse che voi non avete ucciso nessuno e non riposa sulle baionette, non dico la legge, ma finanche la questione morale?... Voi siete pronti ad ammettere che esistono due morali. Una per i comuni mortali che recita: “non uccidere”, “non rubare”, e l'altra, la morale politica per i governanti, che permette loro tutto. E voi, sul serio credete che tutto vi sia permesso, e che non sarete giudicati?... Ma guardatevi intorno: dappertutto, sangue e lamenti. La guerra interna, e la guerra esterna. E qua e là si è venuti a uno scontro furioso tra due mondi, nemici inconciliabili l'uno all'altro: la vita che zampilla e la vita che ristagna, la civiltà e la barbarie, la violenza e la libertà, l'autocrazia e il popolo. Ed ecco il risultato: la vergognosa sconfitta senza precedenti di una potenza militare, il fallimento morale e finanziario dello Stato,... la crescita del partito d'opposizione, l'aperta ribellione del popolo lavoratore... e sullo sfondo di tutto questo: gli atti terroristici. Che significano questi fatti? È, questo, il verdetto della storia su di voi ».
Poi Kaljaev espose le ragioni dell'assassinio del granduca Sergej. Disse che la sua attività politica si era consumata in «tre diverse arene» e che in tutte si era distinto per essere un nemico del popolo.
Più che il governatore di Mosca, il granduca Sergej ne era stato «l'autocrate», e fin dall'inizio si era fatto notare per «l'assoluto disprezzo della legge». Tanto è vero che, in relazione alla tragedia di Chodynka, perfino il conte Palen (1833-1912), ex ministro della Giustizia e maestro di cerimonie all'incoronazione di Nicola II, lo aveva pesantemente criticato, dicendo che «una posizione di responsabilità» era stata occupata da «una persona irresponsabile».
Era il vero capo del partito reazionario in seno al regime, la mente di tutti gli atti repressivi, «il santo patrono dei politici» che più si erano compiaciuti di soffocare qualsiasi genere di protesta. Dopo che Pleve era stato dal Granduca, la ribellione dei contadini di Charkiv e di Poltava era stata sedata con la frusta e questa indiscriminata violenza l'avevano chiamata «pacificazione». Era stato amico di Sipjagin e protettore di Bogolepov (1846-1901), e la sua influenza si era estesa anche su altri esponenti del governo. Aveva contrastato i timidi tentativi di riforma di Svjatopolk-Mirskij e quando questi, per responsabilità non proprie, era stato rimosso, lo si era sostituito con il suo beniamino, Bulygin, e governatore generale di San Pietroburgo era stato fatto, in seguito alla strage del 22 gennaio, il suo capo della polizia a Mosca, Trepov.
E infine, il granduca Sergej era stato giustiziato per il forte ascendente esercitato su Nicola II.
Alla domanda del presidente del tribunale se si dichiarava colpevole, Kaljaev rispose: «Ammetto che la morte del granduca Sergej sia venuta dalle mie mani, ma in questo non riconosco una colpa per ragioni di spessore morale».

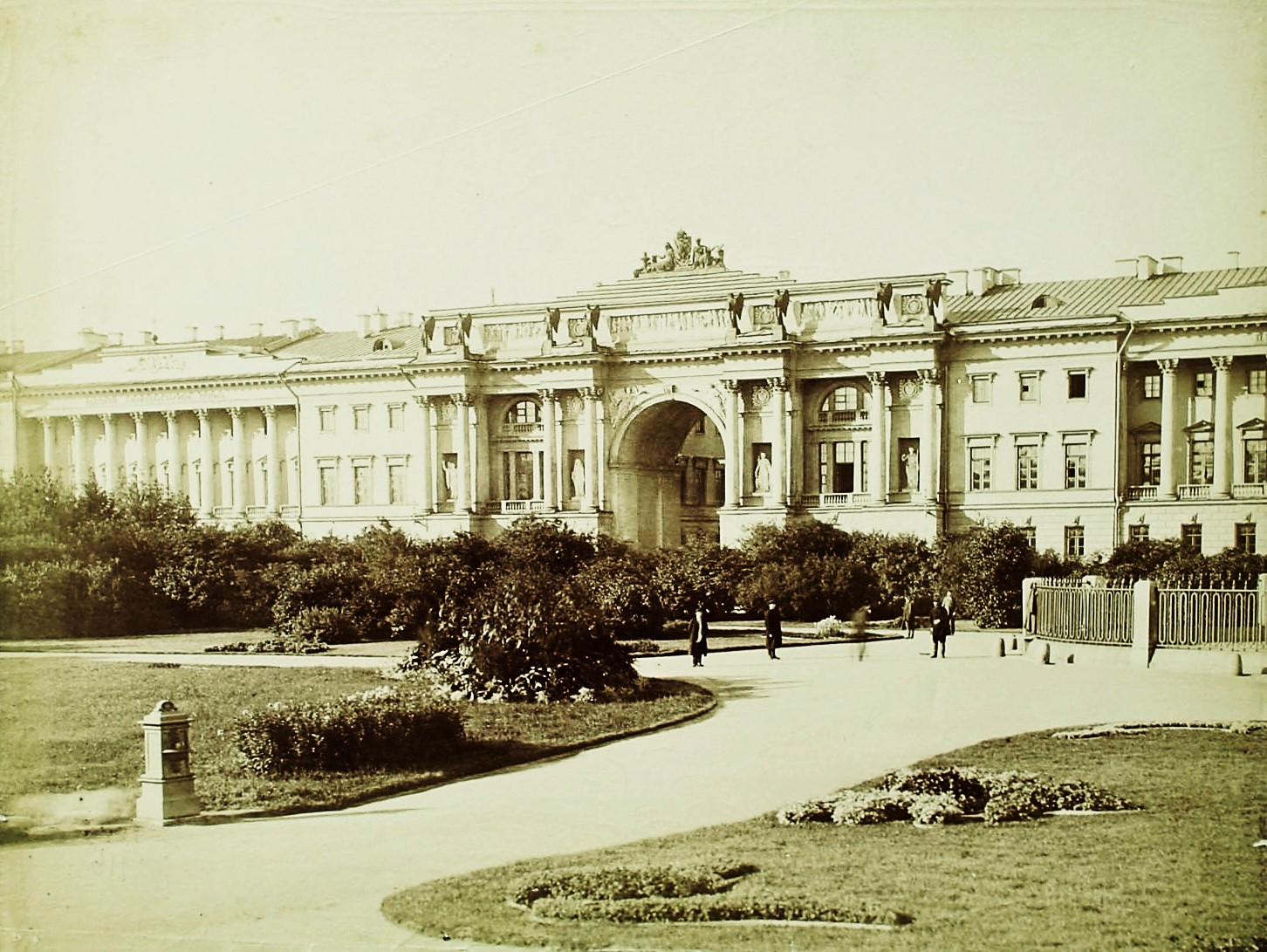
Il palazzo del Senato a San Pietroburgo

Alle tre di notte - era ormai il 19 aprile - fu emesso il verdetto che condannava a morte Kaljaev. Le motivazioni della sentenza non gli parvero conformi alla verità e, desiderando fare ulteriori precisazioni, diede mandato ai suoi avvocati di presentare ricorso. Due erano i punti che intendeva chiarire: il Granduca non era stato ucciso in quanto membro della famiglia reale, ma per le sue specifiche azioni politiche in qualità di governatore di Mosca e di eminenza grigia dell'Impero; e lui, Ivan Kaljaev, non era uno spietato omicida che assassinava alla leggera persone innocenti, come era stato affermato in merito alla morte del cocchiere Rudinkin.
Sul primo punto, la precisazione era importante perché la posizione ufficiale del Partito socialista-rivoluzionario era che il terrore non dovesse essere rivolto contro i membri della famiglia reale. Quanto al secondo punto, Kaljaev, nel ricorso, asserì che non c'era modo di attaccare il Granduca quando era completamente solo e ridurre a zero il rischio di coinvolgere altre persone, quindi ciò che si poteva fare era evitare di agire se si aveva il dubbio che con lui, in carrozza, ci fosse qualcun altro. A sostegno della sua volontà di scongiurare perdite umane supplementari, ricordava la deposizione di un gendarme, che aveva testimoniato la contentezza di Kaljaev nell'apprendere di non aver ucciso nessuno all'infuori di Sergej Aleksandrovič. E durante il primo interrogatorio cui era stato sottoposto, pure risultava agli atti che si era detto molto felice di non aver causato ulteriori vittime. Sul momento, infatti, il cocchiere Rudinkin, sebbene ferito, si reggeva ancora sulle sue gambe, e solo più tardi si manifestò la gravità del suo stato.
Il 20 aprile Kaljaev fu trasferito da Mosca a San Pietroburgo, nella fortezza di Pietro e Paolo. In attesa che fosse discusso l'appello, l'avvocato Mandel'štam, che non poteva allontanarsi sovente da Mosca, fu sostituito da Vladimir Berenštam, anche se, quando il riesame ebbe inizio, il 12 maggio, furono loro due a rappresentare Kaljaev, e a Ždanov, per qualche motivo, fu affidato invece l'onere di assistere all'esecuzione.
Mandel'štam, nel corso della seduta, rifece lo stesso discorso, incentrato sui reati contestati all'accusato, declamato in primo grado, mentre Berenštam disquisì sul tema della responsabilità morale, e ultimò la sua arringa con l'esclamazione che la condanna a morte non poteva toccare un uomo votato al sacrificio per le sue idee, ma doveva indurre i signori senatori a riflettere sull'opinione che i figli avrebbero avuto di simili padri.
Il dibattimento si concluse con un nulla di fatto, e il testo della sentenza fu lasciato inalterato. Riguardo al primo punto, la presidenza del senato puntualizzò che, ferma restando la carica pubblica di governatore di Mosca, il granduca Sergej Aleksandrovič non cessava per questo di essere un Romanov, e dunque non aveva basi legali l'istanza della difesa di stralciare dalla sentenza l'articolo 105, che condannava Kaljaev a morte per aver ucciso un membro della famiglia reale.

### L'esecuzione
(Un ricordo di Kaljaev, recluso nella fortezza di Pietro e Paolo, di Vladimir Bereštam)

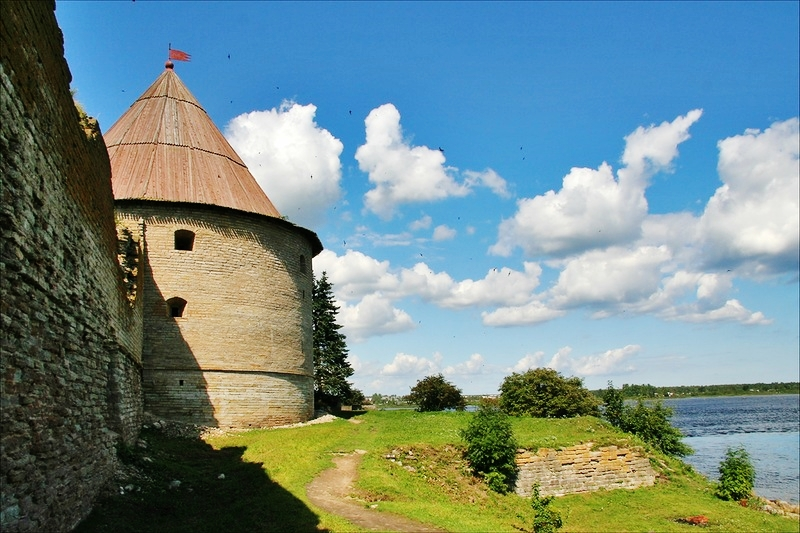
La torre reale della fortezza di Šlissel'burg e il lago Ladoga

Perché il verdetto fosse eseguito mancavano pochi giorni e Kaljaev chiese a Berenštam di poter leggere la descrizione della cerimonia, nome con cui intendeva la Carta del procedimento penale, per potersi preparare. Al tempo stesso seppe dalla madre che circolavano voci di un alleggerimento della pena, e il 19 maggio scrisse una Dichiarazione al signor ministro della Giustizia, in cui rifiutava qualsiasi ipotesi di grazia perché in contrasto con la sua coscienza politica di rivoluzionario, e aggiungeva che «per avere la possibilità di servire il mio paese non ho bisogno della vita».
Il 22 maggio, Kaljaev, fu portato in barca alla fortezza di Šlissel'burg, dove, controllato a vista da due gendarmi, fu rinchiuso in una cella. Chiese carta, inchiostro, sigarette e fiammiferi. Riempì molti fogli, con una grafia fitta, ma alla fine li strappò tutti e lasciò scritta solo una famosa frase pronunciata da Pietro il Grande nel 1709, alla vigilia della battaglia di Poltava, che lui modificò appena un po': «Su Pietro si sa che la vita non gli è cara, purché la Russia sia felice».
Si sdraiò sulla brandina e fu scosso da un brivido. Scherzò con i carcerieri rassicurandoli che tremava per il freddo e non di paura, e perciò li pregava di dargli una seconda coperta. Fu accontentato.
Alle 11 di sera, accompagnato da una guardia, entrò nella cella il sostituto procuratore militare Aleksandr Fedorov, che aveva conosciuto Kaljaev a Mosca, nel 1898, ai tempi dell'università. Veniva per adempiere a un ordine del nuovo direttore del dipartimento di polizia, Sergej G. Kovalenskij (1862-1909), il quale, da parte sua, aveva ricevuto dallo zar in persona l'incarico di ottenere dal condannato la firma sulla domanda di grazia, quando, il 12 maggio, Nicola II era stato avvisato dal ministro della Giustizia che la pena di morte entrava in esecuzione. I due parlarono a lungo. Fedorov gli disse che era autorizzato a comunicargli che lo zar sarebbe stato clemente. Kaljaev rifiutò di apporre la sua firma una prima volta e le altre sei che la proposta gli fu reiterata. Secondo le memorie di Fedorov, Kaljaev pianse, anche per le belle parole usate dal procuratore, ma non cedette. Solo gli chiese il permesso, che gli fu concesso, di scrivere un pensiero alla madre: 
(Ivan Platonovič Kaljaev, op. cit., p. 45)
Un ultimo tentativo fu fatto da Fedorov, l'ottavo, per piegare la volontà di Kaljaev, ma lui dichiarò solennemente: «Voglio e devo morire. La mia morte sarà ancora più utile alla causa della morte di Sergej Aleksandrovič». Allora Fedorov annunciò che dopo due ore sarebbe stato impiccato, e uscito dalla cella diede disposizioni perché fosse innalzato il patibolo.

Successivamente da Kaljaev si presentò il vecchio confessore della fortezza, l'arciprete Joann Florinskij (1837-1906). Ivan gli disse che aveva la coscienza pulita ed era pronto a morire, che non riconosceva i riti religiosi, ma potevano parlare come amici e abbracciarsi. E questo è quanto accadde.

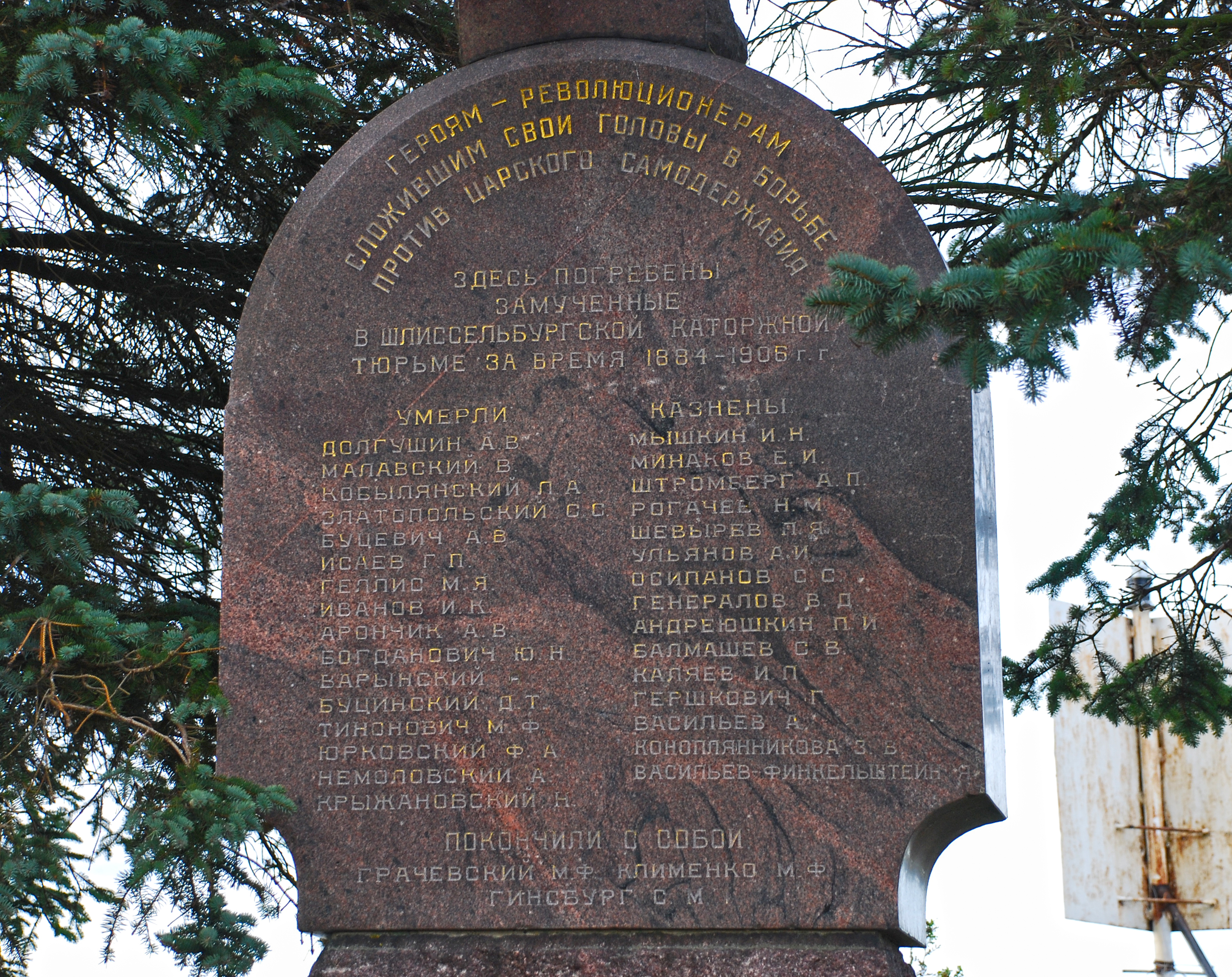
Particolare della stele eretta nel 1919 in memoria dei trentaquattro rivoluzionari deceduti nella fortezza di Šlissel'burg, eretta sul luogo della comune sepoltura. Nella colonna di destra, che elenca i quindici kazneny (giustiziati), il nome di Kaljaev è l'undicesimo

Tutto vestito di nero, con il cappello di feltro e senza cappotto, Kaljaev si avviò al patibolo alle 2 di notte. Il corrispondente del Daily Telegraph riferisce che Kaljaev, prima di salire sulla forca, costruita nel cortile della fortezza, supplicò i soldati che lo scortavano di far sapere ai suoi compagni che lui moriva felice e che sarebbe sempre stato con loro.
Salì i gradini calmo e con passo fermo. Alla vista dell'arciprete, rifiutò di baciare la croce. Poi si avvicinò a lui il boia Filippov, gl'infilò il sudario e il cappio, che non strinse a sufficienza, e lo aiutò a sollevarsi sullo sgabello. Quando il poggiapiedi fu scalciato, Kaljaev cominciò a dimenarsi, ma non riusciva a morire. Il capo di stato maggiore del corpo dei gendarmi, il barone Georgij P. Von Medem (1858-1911), non tollerando la crudezza della scena cui prendeva parte, ordinò al boia di passare il condannato per le armi se la sua agonia non cessava subito. Ma il boia, ubriaco, non fece nulla e la sofferenza di Kaljaev durò ancora diversi minuti.
Quando il medico accertò il decesso, il cadavere fu deposto in una bara di legno e sepolto fuori dalle mura della prigione, tra gli alberi che costeggiano la fortezza, dalla parte del Lago Ladoga, e la Torre reale. Su questo luogo, che accoglie le spoglie di tutti i rivoluzionari morti allo Šlissel'burg tra il 1884 e il 1906, fu eretto nel 1919 un monumento alla memoria, opera dello scultore Il'ja Ginzburg (1859-1939).
L'avvocato Ždanov era stato avvertito, quella sera, che Kaljaev stava per essere giustiziato e aveva raggiunto la prigione, ma solo per sentirsi dire dal colonnello Jakovlev, il comandante della fortezza, che non gli era consentito, contrariamente a quanto promesso, di assistere all'esecuzione. Restò fuori dalle mura e forse vide la sepoltura dell'uomo che aveva difeso e conosciuto a Vologda nel 1903.

### Il poeta Kaljaev
(Boris V. Savinkov, Memorie di un terrorista, cit., cap. I, VI)
Kaljaev compose poesie fin da ginnasiale, ma della sua produzione resta poco più di quanto scrisse in prigione e che alla sua morte fu pubblicato dal Partito social-rivoluzionario nella monografia a lui dedicata. Eccone alcune:

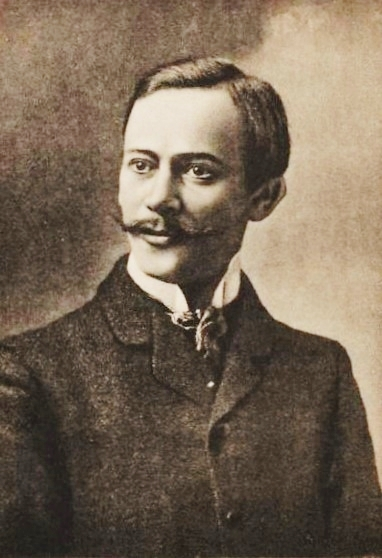
Ivan Kaljaev

Сон жизни
Миг один - и жизнь уходит
Точно скорбный скучный сон
Тает, тенью дальней бродит
Как вечерний тихий звон

Только сбросил с глаз повязки
Первых юношеских лет
Миг - и нет волшебной сказки
Облеченной в яркий цвет

Лишь за гранью сновиденья
Воскресает все на миг
Жизни прожитой мученья
И мечты далекой лик

Мы, ограбленные с детства,
Жизни пасынки слепой
Что досталось нам в наследство?
Месть и скорбь, да стыд немой…

Что мы можем дать народу,
кроме умных скучных книг,
чтоб помочь найти свободу?
- Только жизни нашей миг…

Молитва
Христос, Христос! Слепит нас жизни мгла.
Ты нам открыл всё небо, ночь рассеяв,
Но храм опять во власти фарисеев.
Мессии нет — Иудам нет числа…
Мы жить хотим! Над нами ночь висит.
О, неужель вновь нужно искупленье,
И только крест нам возвестит спасенье?...
Христос, Христос!...
Но всё кругом молчит.

Перед казнью
Я в битву шел, как духом гордый лев,
Мой спутник был — завет отцов нетленный.
И страшен был безудержный мой гнев:
Я бросил жизнь, — и пал мой враг надменный.
Каприз судьбы вернул мне жизни дарь,
Но снова я, цепей своих достойный,
Врагу нанес еще один удар:
Я жизнь отверг с решимостью спокойной.
И в третий раз я вызываю на бой
Врага моей идеи неподкупной...
Мой враг дрожит перед своей судьбой,
Я казни жду, как пленник неприступный.»
Il sogno della vita
Un istante, e la vita se ne va
Un sogno così triste e molesto
Si spegne in un'ombra vaga, distante
Come il ronzio della sera, nel silenzio.

Semplicemente, scivola il velo dagli occhi
Negli anni dell'adolescenza
Un istante, e niente più favole
Agghindate di tinte smaglianti

Appena un po' più in là del sogno,
Tutto riappare in un attimo,
La vita vissuta nel tormento
E il volto di una gioia lontana.

Noi, derubati fin dall'infanzia,
Figli bastardi della vita orba:
Cosa abbiamo ricevuto in eredità?
Vendetta e dolore, e sì, la muta vergogna...

Cosa possiamo dare al popolo,
A parte libri, tediosi e intelligenti,
Per aiutarlo a trovare la libertà?
Solo un istante della nostra vita...

Preghiera
Cristo, Cristo! La vita brumosa ci abbaglia.
Dissipata la notte, il cielo tutto ci hai spalancato
Ma il tempio è di nuovo in balia dei farisei.
Non c'è il Messia, e ai Giuda non c'è fine...
Vogliamo vivere! Su di noi pende la notte.
Oh, possibile che ci sia ancora bisogno di redenzione,
E che solo la croce ci possa salvare?
Cristo, Cristo!
Ma tutto intorno è silenzio.

Prima dell'esecuzione
Sono andato in battaglia come un leone dallo spirito intrepido,
Mio compagno di viaggio è stato l'insegnamento imperituro dei padri.
E la mia incontenibile ira è stata spaventosa:
Ho dato la vita e abbattuto il mio arrogante nemico
Il capriccio del destino mi ha restituito il dono della vita,
Ma, ancora degno delle sue catene,
Ho assestato un altro colpo al nemico:
Ho rifiutato la vita con serena fermezza.
E per la terza volta sono stato chiamato a combattere
Il nemico delle mie idee incorrotte...
Il mio nemico trema davanti al suo destino,
Io, aspetto il supplizio da prigioniero inviolabile.»
A margine di una lunga poesia intitolata «Razdum'e» (Meditazione), Kaljaev scrisse: «Questa è la mia meditazione più sincera, nella quale ho fissato tutta la mia tristezza e tutta la mia rivolta, ed io la dedico ai miei intimi amici e compagni, coi quali ho vissuto, lottato e sognato». Ne riportiamo alcuni versi.

### Influenza nel mondo della cultura di Ivan Kaljaev
Kaljaev ha suscitato l'interesse di alcuni tra i più eminenti rappresentanti del movimento letterario russo a lui contemporaneo, i quali, spesso trasfigurate in un lirismo impregnato di misticismo, hanno evocato la sua personalità e la sua attività.

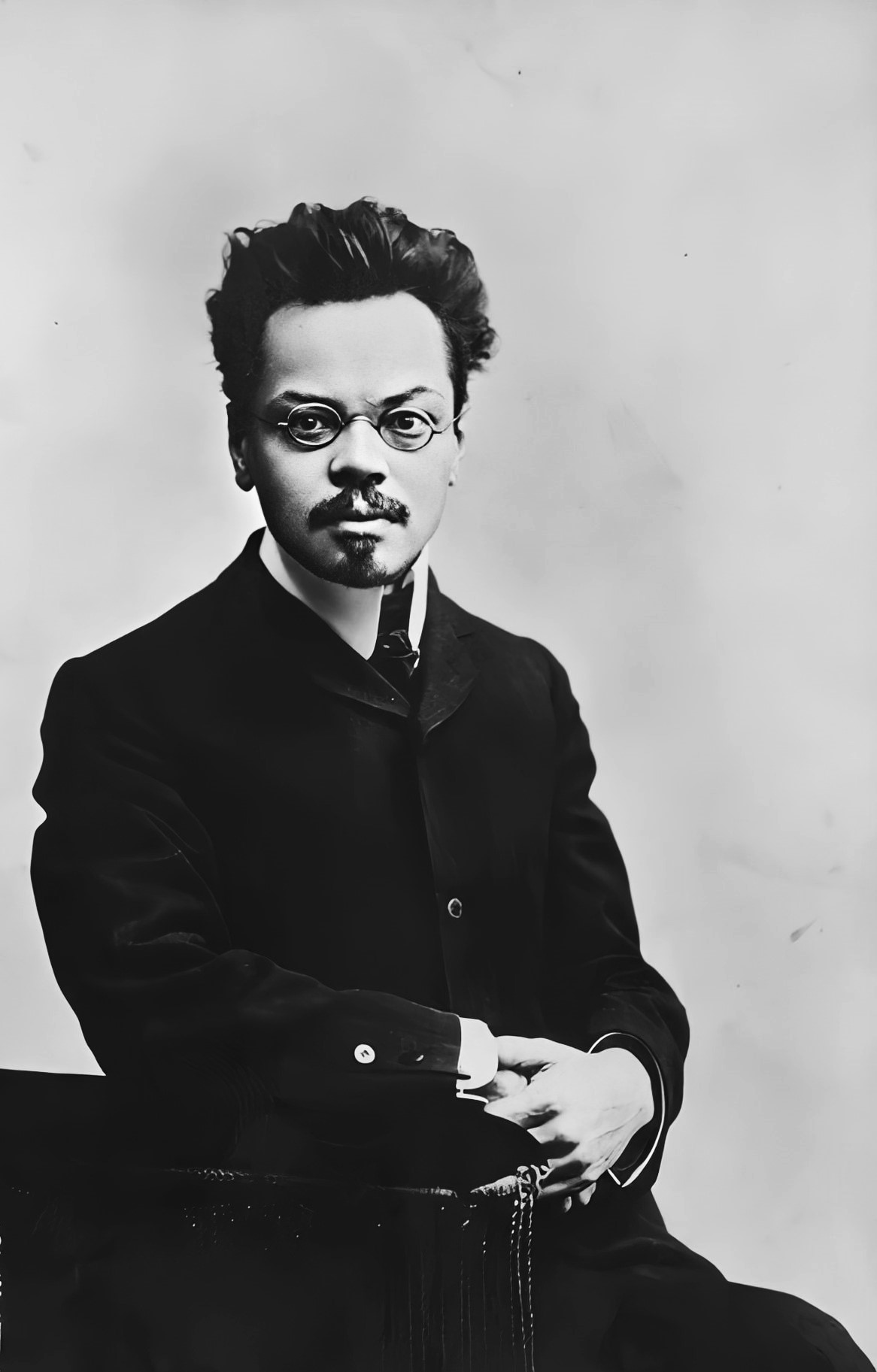
Aleksej Remizov

Aleksej Remizov, uno di quelli che aveva conosciuto Kaljaev a Vologda durante l'esilio, probabilmente scrisse il racconto «Krepost'» (La fortezza), dopo aver visitato la fortezza di Šlissel'burg nell'aprile del 1906, Con lui c'era anche l'avvocato Ždanov, cui il 18 ottobre erano stati consegnati gli effetti personali di Kaljaev, compresa l'icona della Granduchessa: una rappresentazione della Resurrezione di Cristo. Poiché la madre di Ivan era cattolica, le furono affidate tutti gli averi del figlio tranne appunto questa icona, che Ždanov diede a Remizov in ricordo di Kaljaev, e che poi egli, il 25 luglio del 1921, donò al museo della Rivoluzione di Pietrogrado. La storia raccontata in «Krepost'», sarebbe un «necrologio simbolico» dell'esecuzione di Kaljaev, ispirato a Remizov dalle emozioni provocate in lui dal viaggio a Šlissel'burg. Echi di Kaljaev sono presenti anche nel romanzo «Prud» (Lo stagno) del 1908, e nel dramma in tre atti «Tragedija o Iude, prince Iskariotskom» (La tragedia di Giuda, principe Iscariota).
Alcuni studiosi ritengono che nel prologo del poema incompiuto di Aleksandr Blok, «Vozmezdie» (Vendetta), scritto tra il 1910 e il 1911, siano presenti immagini e stati d'animo, suggeritigli dalla lettura della poesia di Kaljaev, «Meditazione». Era in quegli anni, come emerge chiaramente da una lettera del 20 febbraio [5 marzo] 1909, inviata all'amico Rozanov, vicino al sentire dei socialisti-rivoluzionari, che si erano risolti alla violenza, pur deplorandola, per necessità: «Come uomo rabbrividivo alla notizia dell'assassinio di qualsiasi immonda bestia del governo... E tuttavia, è tanta la rabbia collettiva, tanta la mostruosa disuguaglianza delle condizioni sociali, che addirittura adesso non giudico il terrore... Ora, come condannare il terrore, quando vedo chiaro... che... i rivoluzionari, dei quali vale la pena parlare ( e sono alcune decine), uccidono... con lo splendore della verità del martirio sul viso (leggete, ad esempio, il fascicolo № 7 di «Byloe», da poco pubblicato all'estero su Kaljaev), senza il minimo tornaconto, senza la minima speranza di sottrarsi alla tortura, alla prigione, alla morte. L'odierna macchina governativa russa è, si capisce, un vile, bavoso, fetido vecchio, un settantenne sifilitico, la cui stretta di mano infetta la mano sana della gioventù».
Aleksandr Grin, scrisse nel 1907 il romanzo «Marat», nel quale il personaggio principale, il socialista-rivoluzionario Jan si guadagna il soprannome di Marat per l'ardore quasi fanatico del suo approccio al terrorismo. Ma quando rifiuterà di uccidere assieme alla vittima designata, i suoi figli, mostrerà che l'estremismo da lui professato è governato da una coscienza morale che disdegna la violenza indiscriminata.
Zinaida Gippius, nel brevissimo racconto «Byl i takoj» (Era così) del 1908, reinventa l'attentato al granduca Sergej e la morte sul patibolo di Kaljaev, servendosi di una prosa poetica asciutta, minima, essenziale. La discrepanza più evidente con la realtà storica attiene alla donna vestita di nero che visita in prigione l'assassino: non si tratta della moglie dell'ucciso, bensì dell'anziana madre.

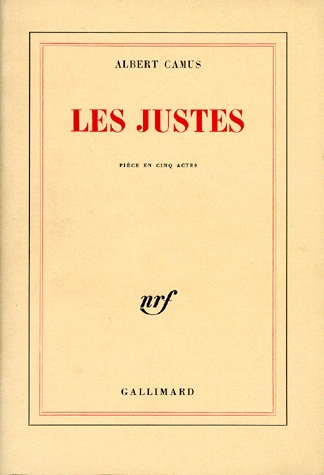
Copertina della prima edizione francese de I giusti di Albert Camus

Il romanzo di Boris Savinkov, «Cavallo pallido», scritto a Parigi e pubblicato nel 1909, racconta in forma di diario e muovendosi tra realtà e finzione, la morte del governatore di Mosca e il destino dei rivoluzionari che resero possibile l'impresa. L'opera, che riflette il mondo concettuale, di matrice mistica e decadente, delle frequentazioni letterarie di Savinkov, in particolare degli esuli russi Zinaida Gippius e Dmitrij Merežkovskij, nasce da una profonda crisi morale dell'autore e sembra ripensare in chiave critica all'esperienza del terrorismo. Ma in realtà, a una lettura attenta, si scopre che in discussione è la fede stessa nella rivoluzione, più che la legittimità dei metodi terroristici. Il filo conduttore del romanzo, l'interrogativo se sia lecita o meno l'uccisione del despota, prende corpo nella contrapposizione tra George, il coordinatore dell'operazione terroristica col quale Savinkov si identifica, e Vanja, l'esecutore materiale dell'assassinio, personaggio che, almeno in parte, si rifà a Kaljaev; l'uno freddo, egoista e calcolatore, l'altro entusiasta, generoso, schiacciato dagli scrupoli. Il contrappunto tra cinismo e fede, sia politica che religiosa, si risolve nell'impossibilità del primo, cioè George, a dare una risposta al quesito, e nella tragica soluzione offerta da Vanja, che dice: «Uccidere è un peccato grave. Ma… non esiste amore più grande che dare la propria anima…, non la vita, l'anima... Bisogna prendere su di sé il supplizio della croce, bisogna essere decisi a tutto dall'amore, per l'amore». Il sacrificio totale di sé è dunque ciò che conferisce legittimità morale all'eliminazione del tiranno.
Nasce così la figura del terrorista mistico e morale su cui Albert Camus ha costruito il personaggio di Kaljaev nel dramma teatrale «I giusti», e che prenderà poi a modello di una categoria filosofica, quella degli uccisori delicati, ne «L'uomo in rivolta». Gli uccisori delicati sono coloro che riconoscono nel delitto una colpa imperdonabile, benché necessaria, e si risolvono ad agire perché disposti a pagare, con la propria vita, la vita che le terribili contingenze storiche costringe loro a togliere. «Chi uccide è colpevole soltanto se acconsente a vivere», ma la morte «annulla la colpevolezza e lo stesso delitto». Da questi due «olocausti sorge la promessa di un valore», il futuro che dovrà eliminare la violenza del sistema socio-politico reale, ma che dalla violenza, intesa come ribellione all'ordine esistente, deve pur scaturire, essendo le due violenze assimilabili unicamente nella forma. La sostanza è ben diversa. Ne «I giusti», Camus fa dire a Kaljaev: “Oh! Bisogna, bisogna che l'ammazzi! Ma andrò fino in fondo! Oltre l'odio!” «Oltre? Non esiste niente», gli replica Dora Brilliant. E Kaljaev: «C'è l'amore».
Ma era il Kaljaev letterario di Savinkov e di Camus il vero Kaljaev?

### Fede e rivoluzione
Era egli un credente? E volle morire solo per espiare una colpa, o c'era qualcosa di più?
- Kaljaev era stato innegabilmente un credente per gran parte della vita, ma, abbracciata la causa socialista, potrebbe aver rinnegato l'elemento trascendente e dottrinario, proprio di una religione positiva, e conservato di essa il senso della sacralità, nonché il linguaggio, sebbene ormai nell'accezione meramente metaforica, come sembra confermare la lettera alla Granduchessa. Tuttavia, il suo atteggiamento alla vigilia della morte, con il rifiuto del conforto spirituale e di baciare la croce, se da un lato dimostra il ripudio del rituale liturgico, sentito come una vuota esteriorità, dall'altro potrebbe dare alla sua dichiarazione di non essere un credente unicamente questo significato. Al confessore, poche ore prima di morire, disse che aveva una religione intima, personale. In essa forse sopravviveva l'istanza divina, o forse vi albergava un nuovo dio, esigente come il vecchio che era stato soppiantato: la Rivoluzione.[90] La distinzione, del resto, non è poi tanto rilevante in un uomo votato al sacrificio di sé per la causa in cui credeva. La madre racconta che quando lo vide, dopo la condanna alla pena capitale, e gli disse che anche lui moriva come Cristo per la sua fede, Ivan gridò: ″Oh mamma, come sono contento che tu mi abbia capito!″[58]
- Le parole di Kaljaev permettono di concludere che considerava la morte, più che l'espiazione di una colpa, l'ultimo e il supremo atto di un rivoluzionario. Scrive ai compagni: «Morire per l'idea è chiamare alla lotta e a qualunque sacrificio serva per liquidare l'autocrazia... Tutta la vita me la sono immaginata come una favola, come se tutto quel che mi era accaduto fin dai primi anni lo avessi vissuto nel mio subconscio e fosse maturato nei recessi del cuore al fine di versare, per tutti e d'un sol botto, le fiamme della vendetta e dell'odio».[91] Lo stesso concetto è ribadito alla madre, nella lettera del 2 [15] maggio, l'unica datata: «Ho serbato pura la mia coscienza e non ho violato l'integrità delle mie convinzioni. Sapete bene che non ho mai avuto una vita personale e se ho sofferto nella vita è stato solo per la sofferenza degli altri... Ho rifiutato la grazia e sapete perché. Non perché, naturalmente, abbia esaurito tutta la mia forza fisica e mentale; al contrario, ho conservato tutto ciò che mi aveva dato la vita per il mio trionfo finale nella morte».[92] La morte che rappresentava «l'estrema protesta contro un mondo di sangue e lacrime».[93]